# 1993 dans les parcs de loisirs
| Années des parcs de loisirs : 1990 - 1991 - 1992 - 1993 - 1994 - 1995 - 1996    |
| Décennies des parcs de loisirs : 1960 - 1970 - 1980 - 1990 - 2000 - 2010 - 2020 |

## Parcs d'attractions

### Ouverture
- Sunway Lagoon ( Malaisie) ouvert au public le 23 avril
- Yokohama Hakkeijima Sea Paradise ( Japon) ouvert au public en mai
- Pleasure Island Family Theme Park ( Royaume-Uni) ouvert au public le 27 mai
- Adventuredome ( États-Unis) ouvert au public le 23 août
- MGM Grand Adventures Theme Park ( États-Unis)
- Window of the World ( Chine)

### Fermeture
- Dogpatch USA ( États-Unis)
- Parc de la Toison d'or ( France)

### Changement de nom
- Canada's Wonderland devient Paramount Canada's Wonderland ( États-Unis)
- Carowinds devient Paramount's Carowinds ( États-Unis)
- Great America devient Paramount's Great America ( États-Unis)
- Kings Dominion devient Paramount's Kings Dominion ( États-Unis)
- Kings Island devient Paramount's Kings Island ( États-Unis)

## Parcs aquatiques

### Ouverture
- Sunway Lagoon ( Malaisie)
- Aquafun à Sunpark Kempense Meren ( Belgique)

## Événements
- Espagne. À la suite du retrait de Grand Penisula du projet Port Aventura en raison de scandales financiers[1],[2], entrée d'autres investisseurs pour se répartir l'actionnariat entre Tussauds Group avec 40,01 %, La Caixa avec 33,19 %, Anheuser-Busch avec 19,9 % et Fecsa (es) avec 6,7 %[3],[4]. Tussauds accepte d'être à la fois investisseur et exploitant du parc[5],[6].
- Septembre
  - Time Warner rachète la compagnie Six Flags pour 70 millions de dollars[7].

## Analyse économique de l'année
Euro Disneyland fête son premier anniversaire en avril avec 188 millions de francs de perte après avoir accueilli 11 millions de visiteurs, dont — déception pour ses dirigeants — 4 millions de Français, soit ⅓, dont ⅙ de franciliens. Le parc Astérix fête son quatrième anniversaire le même mois et a vu l'année 1992 recevoir un million de clients, dont ½ de franciliens.
Le directeur adjoint d'Efteling de l'époque, Reinoud van Assendelft de Coningh, a l'idée de créer une collaboration d'importants parcs d'attractions européens non concurrents compte tenu de leur situation géographique. Le 14 juin 1993 à Paris, il est annoncé la création de l'association Great European Theme Parks en réponse à l'arrivée d'Euro Disney Resort. Leur synergie a pour but de promotionner les parcs. Quatre parcs figurent parmi les parcs les plus visités en Europe : Europa-Park, Alton Towers, le parc Astérix et Efteling. À ceux-ci s'ajoute le suédois Liseberg. Celui-ci voit plus de deux millions de visiteurs par an mais Liseberg fonctionne avec le Pay per Ride : il faut payer chaque attraction séparément. Il ne s'agit donc pas d'entrées payantes. Ces cinq parcs drainent 9,8 millions de visiteurs en 1992 pour un chiffre d'affaires total de 130 millions de livres sterling, tandis qu'Euro Disneyland dénombre 11 millions d'entrées sur les douze premiers mois d'ouverture,. Deux parcs européens parmi les plus visités sont écartés : Walibi Wavre en raison d'une concurrence directe. Phantasialand n'est pas repris non plus. Cela est probablement dû à une concurrence indirecte mais aussi à sa situation en Allemagne et Europa-Park est « le » parc allemand des Great European Theme Parks.

### Classement des 6 grands parcs d'attractions en Europe
Il s'agit d'Euro Disneyland ainsi que des « Great European Theme Parks », une association de cinq grands parcs dont le but est de ne pas perdre le marché face à Euro Disneyland,
| Rang | Parc            | Ville / Pays           | Fréquentation (en millions de visiteurs) | Emplois saisonniers | Emplois permanents | Superficie | Ouverture | Tendance        |
| ---- | --------------- | ---------------------- | ---------------------------------------- | ------------------- | ------------------ | ---------- | --------- | --------------- |
| 1    | Euro Disneyland | Chessy / France        | 11 000 000                               | 6 000               | 12 000             | 261 ha     | 11 mois   | en augmentation |
| 2    | Liseberg        | Göteborg / Suède       | 2 600 000                                | 300                 | 1 200              | 126 ha     | 5,5 mois  |                 |
| 3*   | Efteling        | Kaatsheuvel / Pays-Bas | 2 500 000                                | 230                 | 1 200              | 72 ha      | 7 mois    | en augmentation |
| 3*   | Alton Towers    | Alton / Royaume-Uni    | 2 500 000                                | 250                 | 1 100              | 325 ha     | 8 mois    |                 |
| 5    | Europa-Park     | Rust / Allemagne       | 2 100 000                                | 150                 | 700                | 371 ha     | 7,5 mois  | en augmentation |
| 6    | Parc Astérix    | Plailly / France       | 1 000 000                                | 130                 | 700                | 40 ha      | 8 mois    | en augmentation |

Les autres parcs ayant une fréquentation supérieure au million sont :
- Gardaland, Castelnuovo del Garda, Italie, 2,3 millions
- Phantasialand, Brühl, Allemagne, 2,2 millions
- Mirabilandia, Savio, Italie, 1,5 million
- Chessington World of Adventures, Chessington, Royaume-Uni, 1,5 million
- Hansa-Park, Sierksdorf, Allemagne, 1,3 million
- Futuroscope, Poitiers, France, 1,3 million
- Holiday Park, Haßloch, Allemagne, 1,2 million

À ceux-ci peuvent s'y ajouter des parcs fonctionnant avec le Pay per Ride : il faut payer chaque attraction séparément. Il ne s'agit donc pas d'entrées payantes :
- Blackpool Pleasure Beach, Blackpool, Royaume-Uni, 7 millions
- Jardins de Tivoli, Copenhague, Danemark, 3,5 millions

Enfin, les autres parcs européens ayant une fréquentation annuel entre le million et 2,5 millions sont Great Yarmouth Pleasure Beach, Parque de Atracciones de Madrid, Walibi Wavre, Gröna Lund, Tibidabo (en) et Linnanmäki,.

## Attractions
Ces listes sont non exhaustives.

### Montagnes russes

#### Délocalisations
| Nom                   | Type/Modèle        | Constructeur      | Parc                              | Pays        | Anciennement                                |
| --------------------- | ------------------ | ----------------- | --------------------------------- | ----------- | ------------------------------------------- |
| Batman: The Escape    | Debout             | Intamin           | Six Flags Astroworld              | États-Unis  | Shockwave à Six Flags Great Adventure       |
| Diamond Back          | Navette lancées    | Arrow Dynamics    | Frontier City                     | États-Unis  | Lightnin' Loops à Six Flags Great Adventure |
| Four Man Bob          | Métal              | Zierer            | Pleasure Island Family Theme Park | Royaume-Uni | 4 Man Bob à Alton Towers                    |
| Python                | Navette            | Arrow Dynamics    | Wild World                        | États-Unis  | Lightnin' Loops à Six Flags Great Adventure |
| Star World Mountain   | Assises            | Vekoma            | Beto Carrero World                | Brésil      | Cohete à Ital Park                          |
| Tornado               | Assises            | Anton Schwarzkopf | La Feria Chapultepec Mágico       | Mexique     | Glissade à Busch Gardens Williamsburg       |
| Whirlwind             | Assise / MK-1200   | Vekoma            | Knoebels                          | États-Unis  | Whirlwind à Playland Park                   |
| Wild Mouse            | Wild Mouse         | Vekoma            | Idlewild                          | États-Unis  | Alton Mouse à Alton Towers                  |
| Wild & Wooly Toboggan | Assises / Toboggan | Chance Rides      | Little Amerricka (en)             | États-Unis  | Toboggan à Splash Down Dunes                |

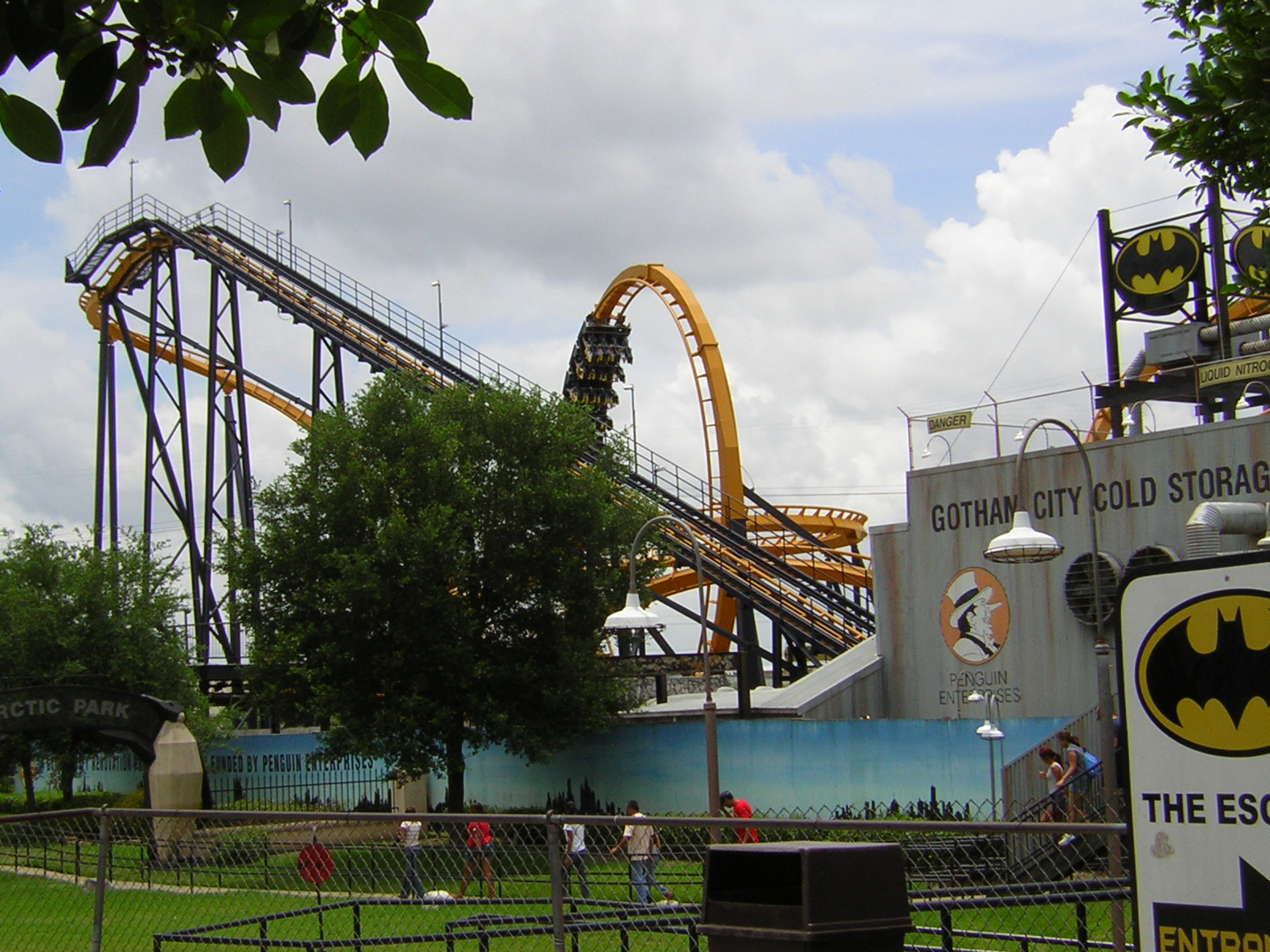
Batman: The Escape à Six Flags Astroworld
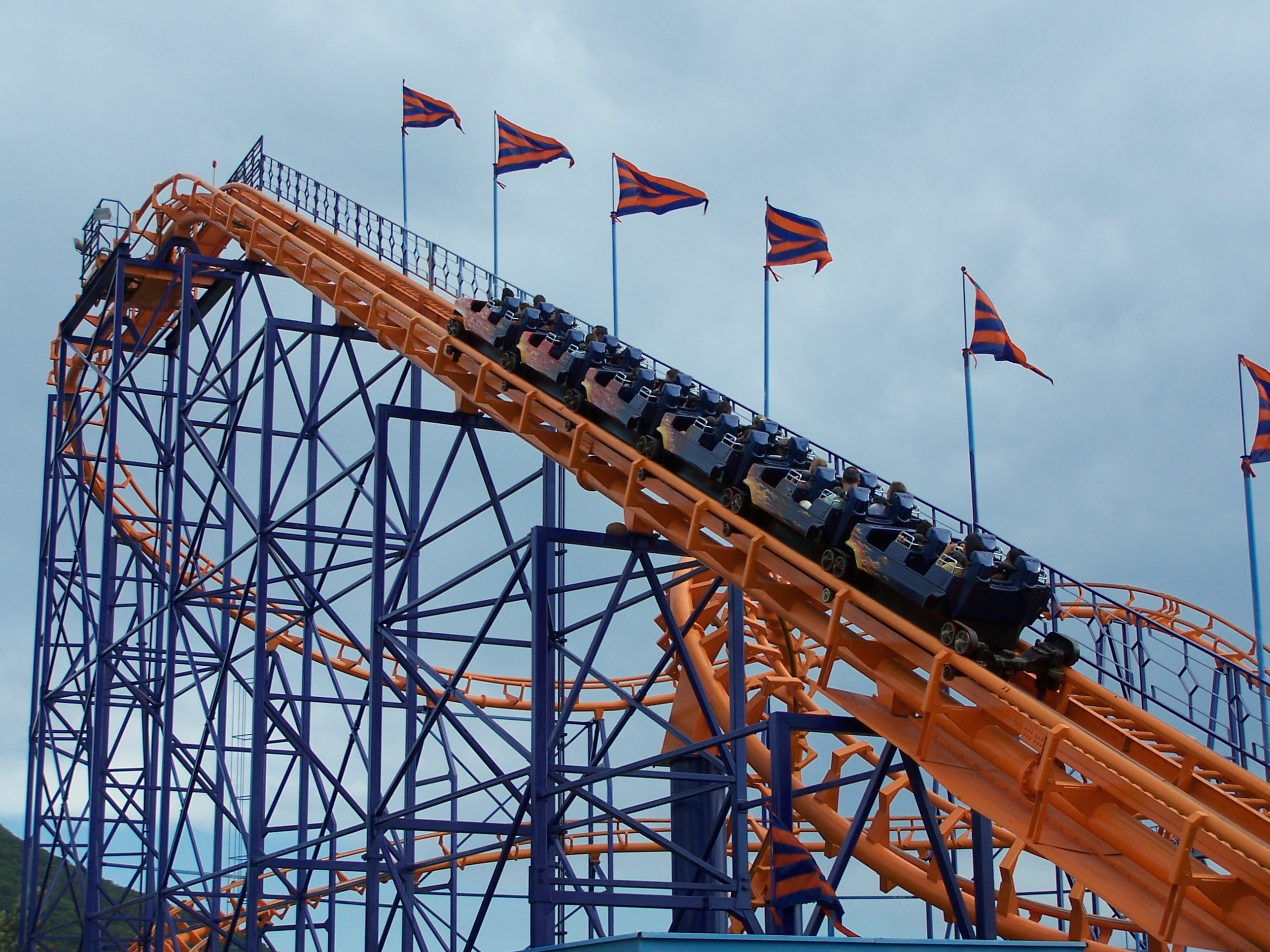
Star World Mountain à Beto Carrero World
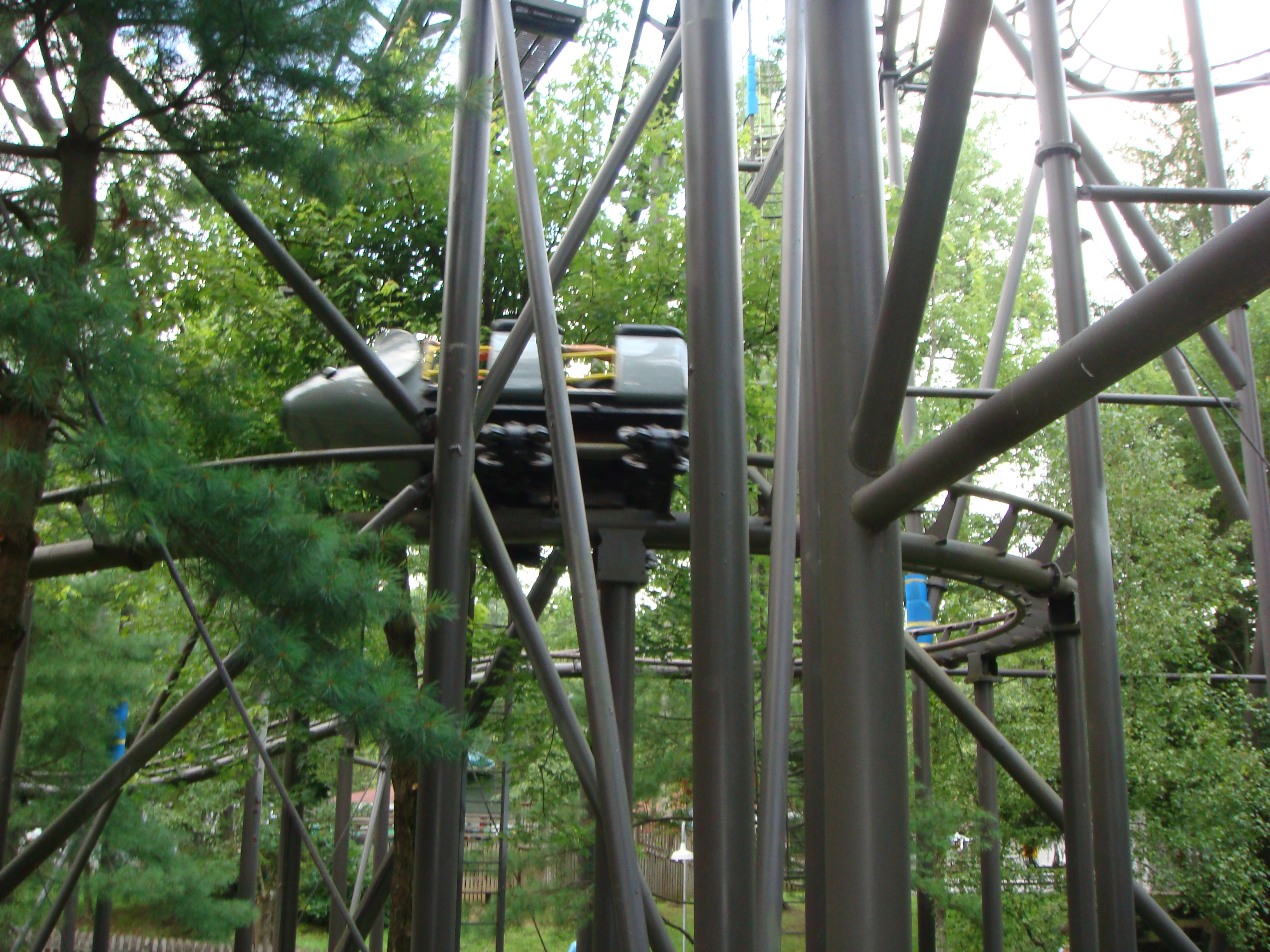
Wild Mouse à Idlewild

#### Nouveautés
| Nom                                      | Type/Modèle                    | Constructeur                   | Parc                              | Pays        |
| ---------------------------------------- | ------------------------------ | ------------------------------ | --------------------------------- | ----------- |
| Batman: The Ride                         | Inversées                      | Bolliger & Mabillard           | Six Flags Great Adventure         | États-Unis  |
| Boomerang                                | Navette / Boomerang            | Vekoma                         | Pleasure Island Family Theme Park | Royaume-Uni |
| Canyon Blaster                           | En intérieur                   | Arrow                          | Adventuredome                     | États-Unis  |
| Flinker Fridolin                         | Junior                         | Zierer                         | Panorama Park Sauerland           | Allemagne   |
| Gadget's Go Coaster                      | Junior / Vekoma Junior Coaster | Vekoma                         | Disneyland                        | États-Unis  |
| Go Gator                                 | E-Powered                      | Wisdom Rides                   | Pleasure Island Family Theme Park | Royaume-Uni |
| Hundeprut                                | Junior                         | Zierer                         | BonbonLand                        | Danemark    |
| Indiana Jones et le Temple du Péril      | Assises / Looping Coaster      | Intamin                        | Euro Disneyland                   | France      |
| Kumba                                    | Assises                        | Bolliger & Mabillard           | Busch Gardens Tampa               | États-Unis  |
| Labyrinth                                | Junior                         | Meisho Amusement Machines      | Himeji Central Park               | Japon       |
| Ladybird                                 | Junior                         | Zierer                         | Lightwater Valley                 | Royaume-Uni |
| Lasso Loop                               | Assises                        | Anton Schwarzkopf              | OK Corral                         | France      |
| Lightning Bolt                           | En intérieur                   | Arrow Dynamics                 | MGM Grand Adventures Theme Park   | États-Unis  |
| Little Dipper                            | Junior                         | Allan Herschell Company        | Little Amerricka (en)             | États-Unis  |
| Little Rattler                           | Junior / Vekoma Junior Coaster | Vekoma                         | Leofoo Village Theme Park         | Taïwan      |
| Mini Mine Train                          | Junior / Vekoma Junior Coaster | Vekoma                         | Pleasure Island Family Theme Park | Royaume-Uni |
| Ortobruco Tour                           | Junior / Big Apple             | Pinfari                        | Gardaland                         | Italie      |
| Outlaw                                   | Bois                           | Custom Coasters International  | Adventureland                     | États-Unis  |
| Rasender Roland                          | Junior / Vekoma Junior Coaster | Vekoma                         | Hansa-Park                        | Allemagne   |
| Roller Skater                            | Junior / Vekoma Junior Coaster | Vekoma                         | Reino Aventura                    | Mexique     |
| Schweizer Bobbahn Devenu Bobbahn en 2014 | Bobsleigh                      | Mack Rides                     | Heide Park                        | Allemagne   |
| Thunderation                             | Train de la mine               | Arrow                          | Silver Dollar City                | États-Unis  |
| Toboggan                                 | Assises                        | Chance Rides                   | Great Yarmouth Pleasure Beach     | Royaume-Uni |
| Top Gun Devenu Flight Deck en 2008       | À véhicules suspendus          | Arrow                          | Paramount's Kings Island          | États-Unis  |
| Tornado                                  | Bois                           | Philadelphia Toboggan Coasters | Stricker's Grove                  | États-Unis  |
| Top Gun Devenu Flight Deck en 2008       | Inversées                      | Bolliger & Mabillard           | Paramount's Great America         | États-Unis  |
| Wacky Worm                               | Junior / Big Apple             | Preston                        | Worlds of Fun                     | États-Unis  |

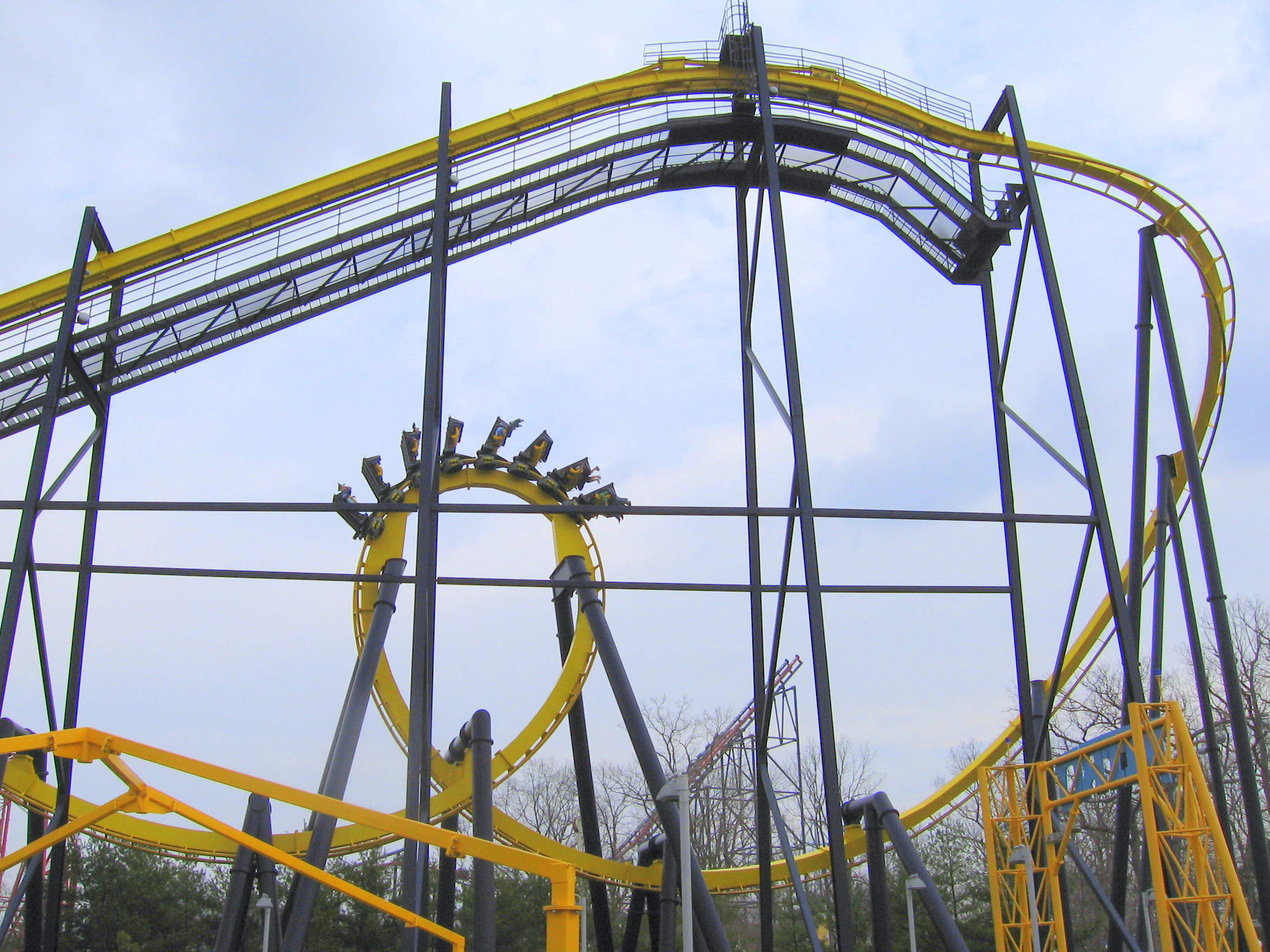
Batman: The Ride à Six Flags Great Adventure
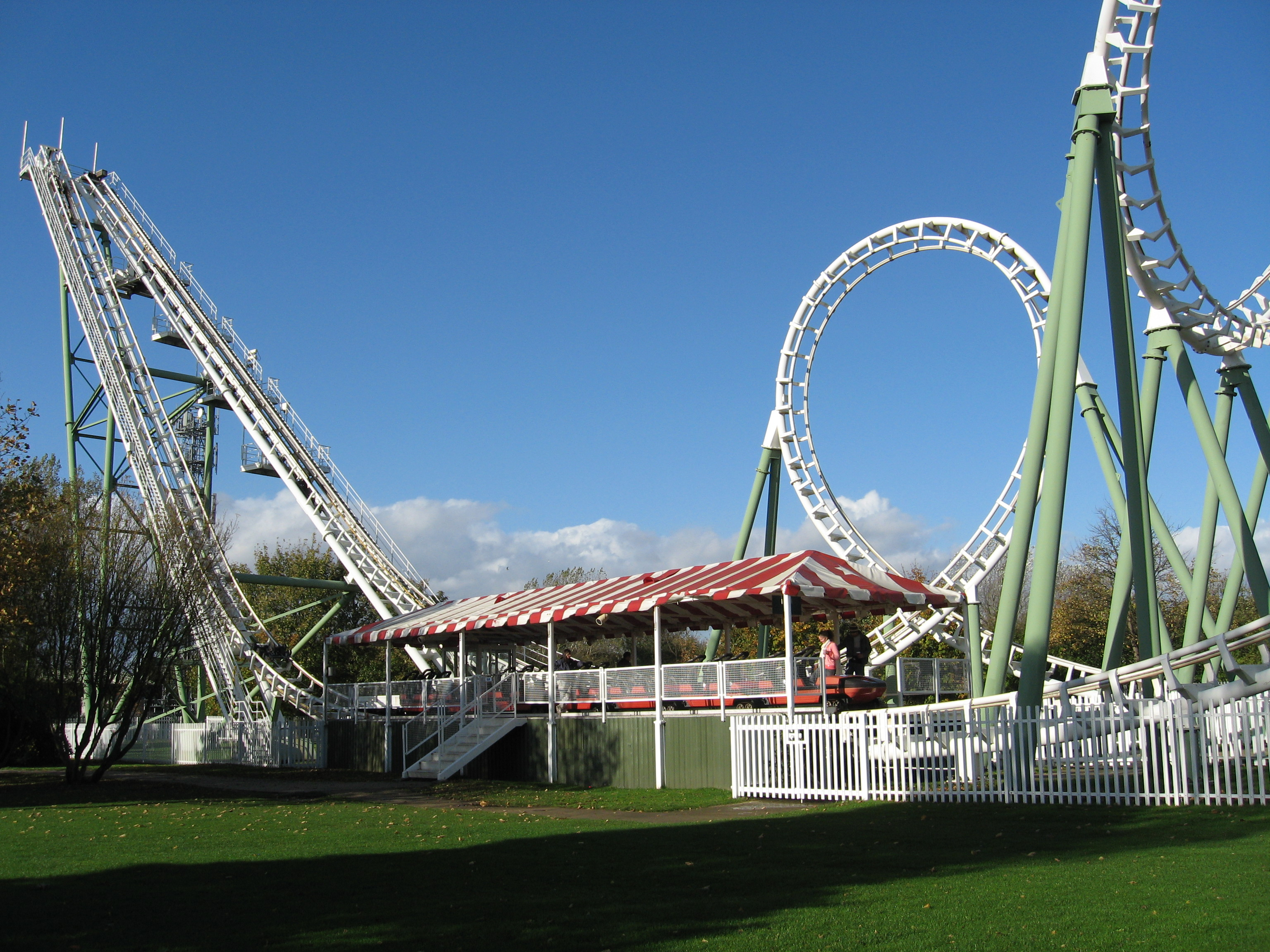
Boomerang à Pleasure Island Family Theme Park
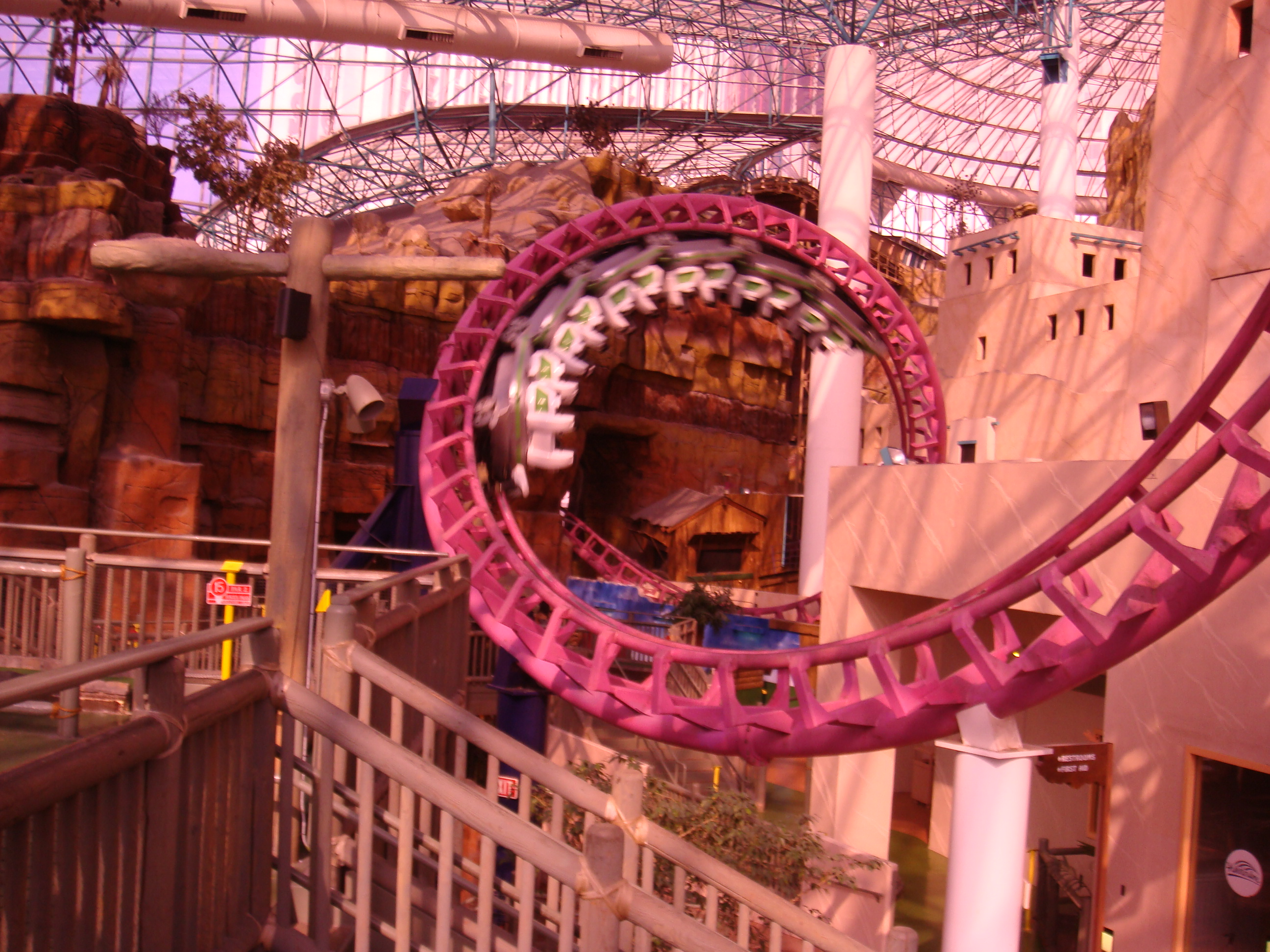
Canyon Blaster à Adventuredome
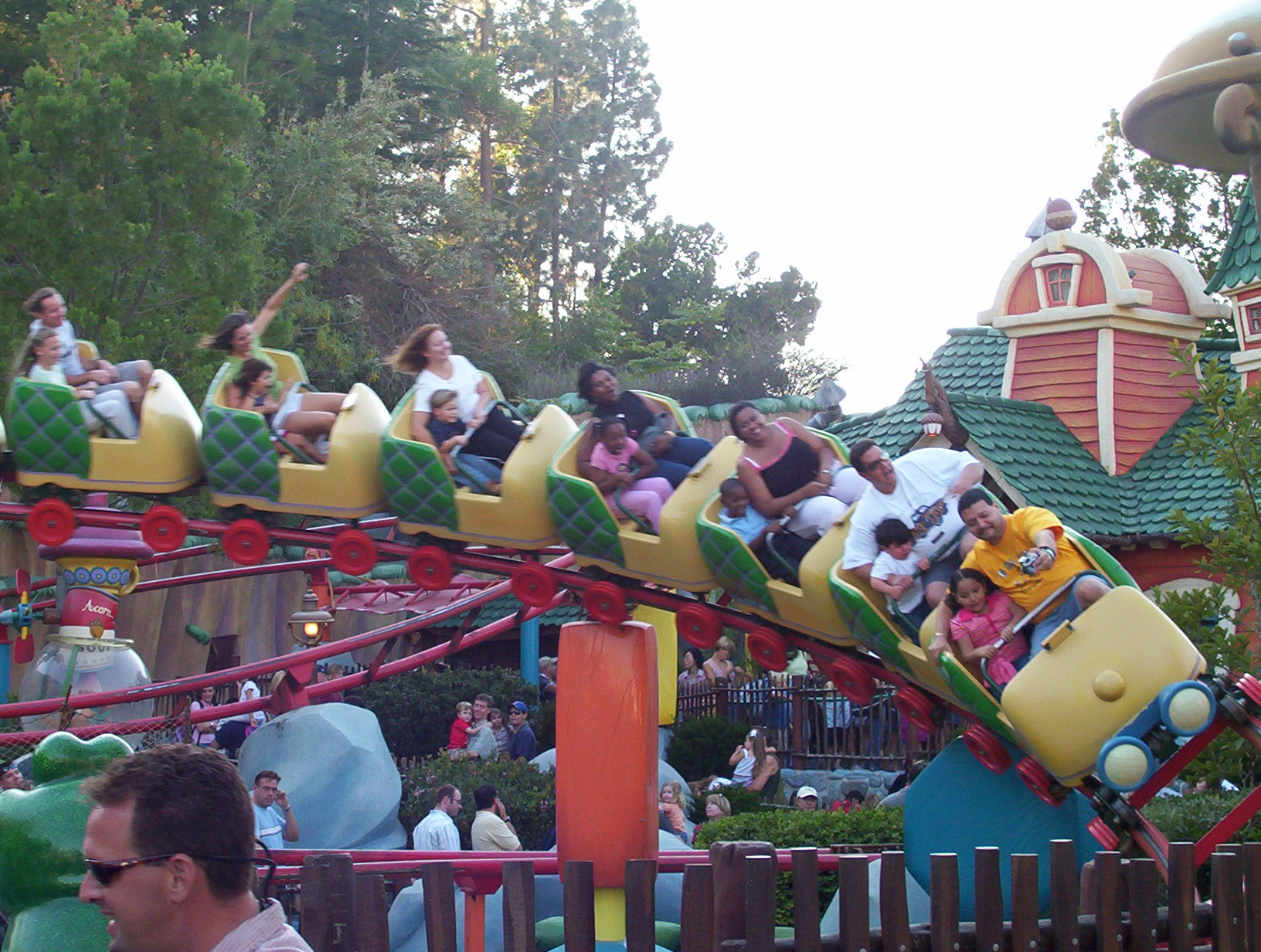
Gadget's Go Coaster à Disneyland
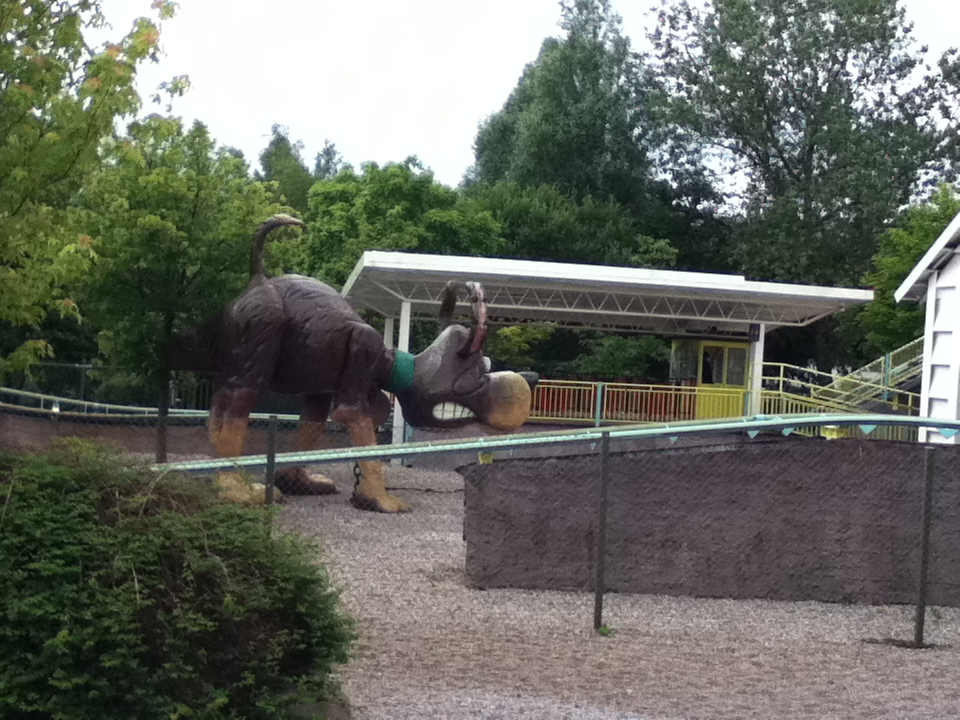
Hundeprut à BonbonLand
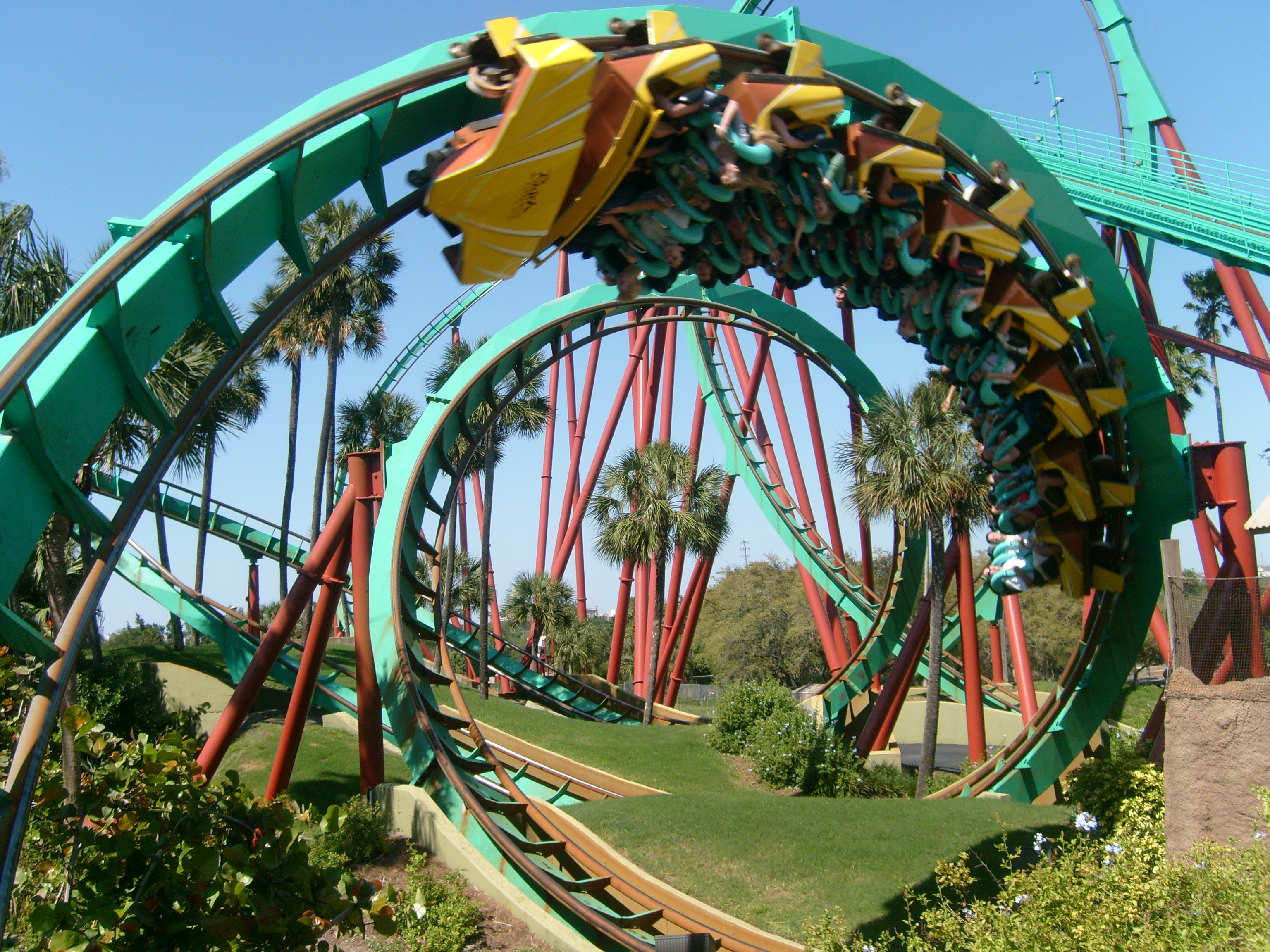
Kumba à Busch Gardens Tampa
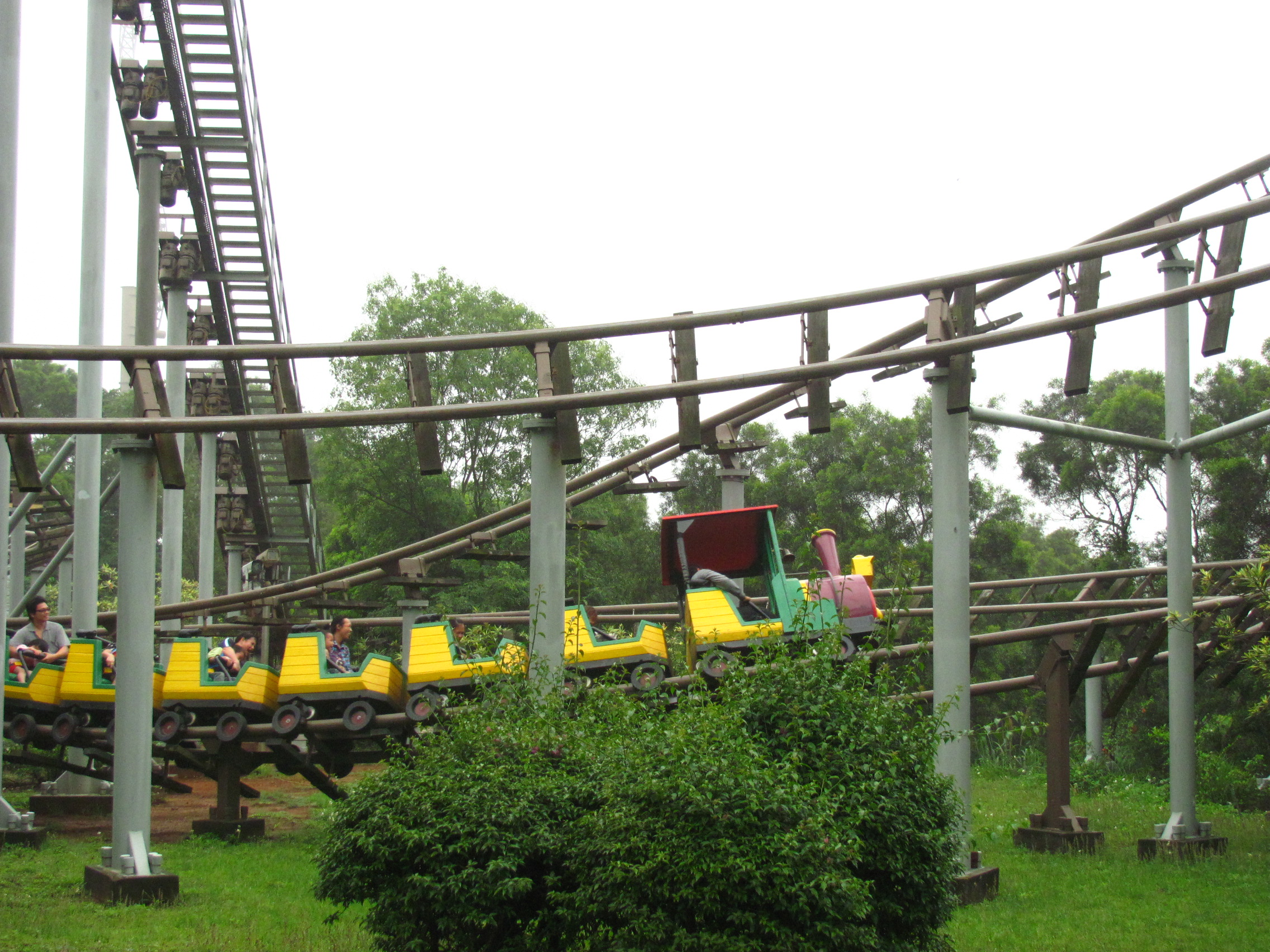
Little Rattler à Leofoo Village Theme Park
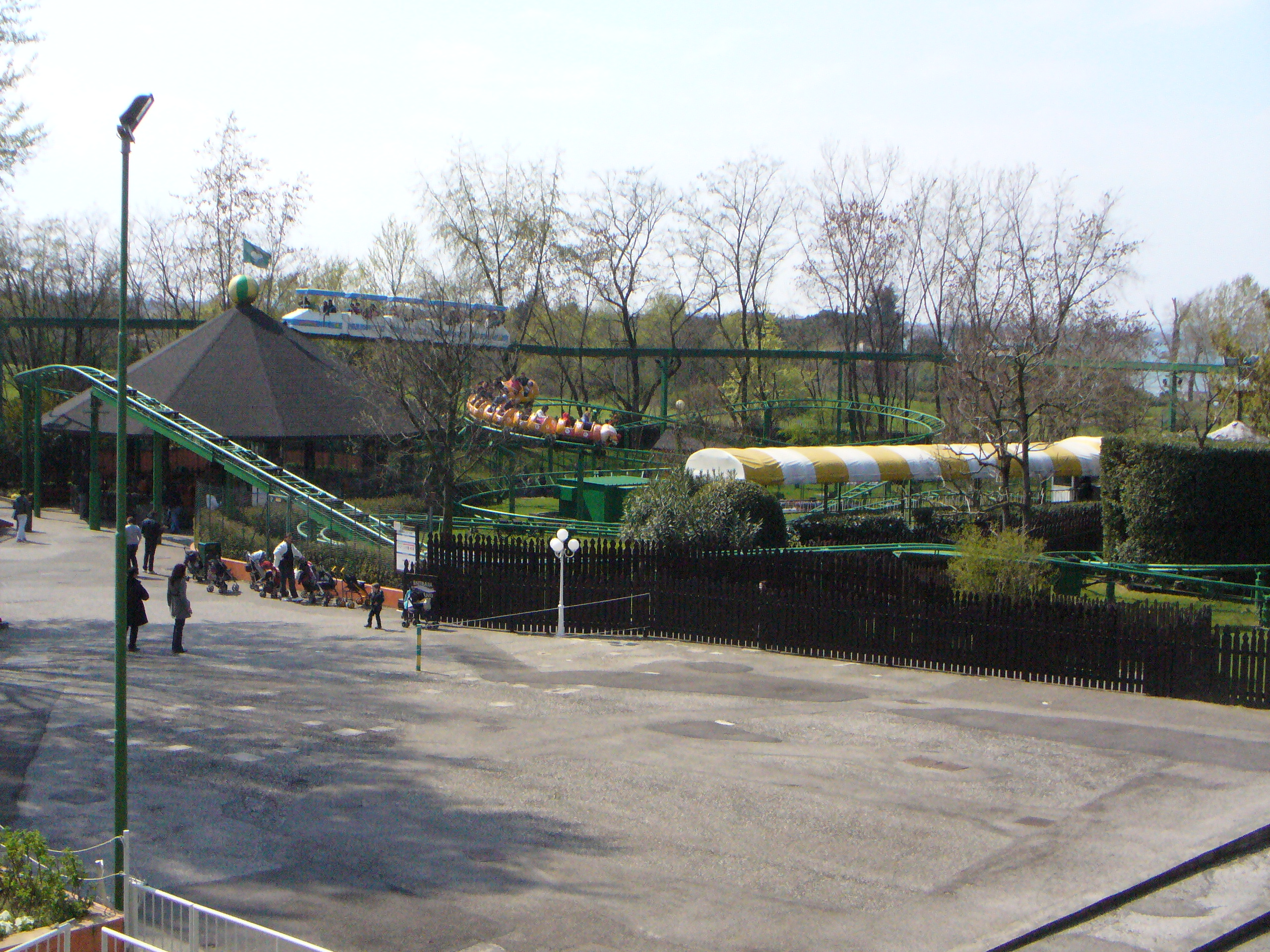
Otrobruco Tour à Gardaland
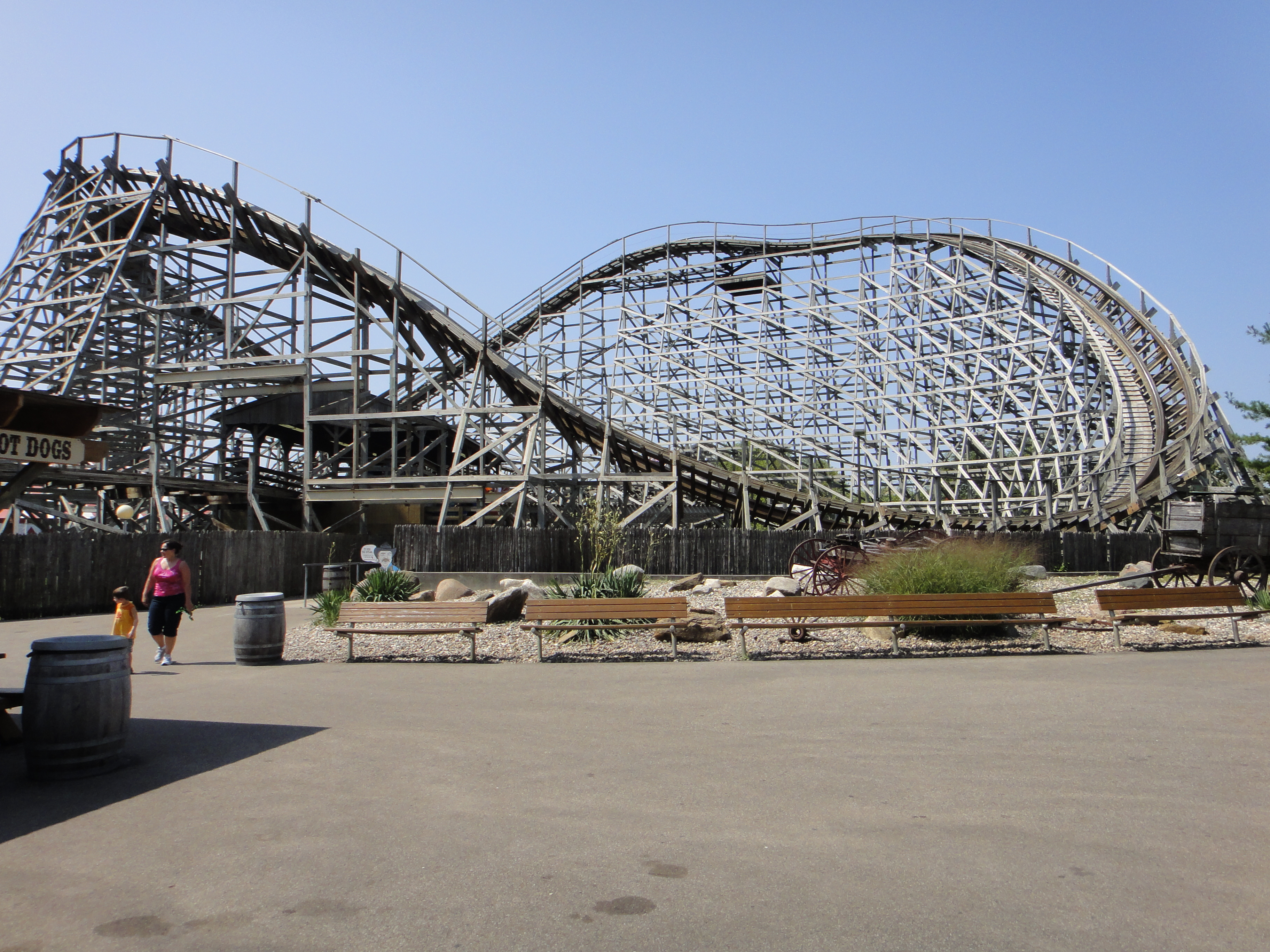
Outlaw à Adventureland
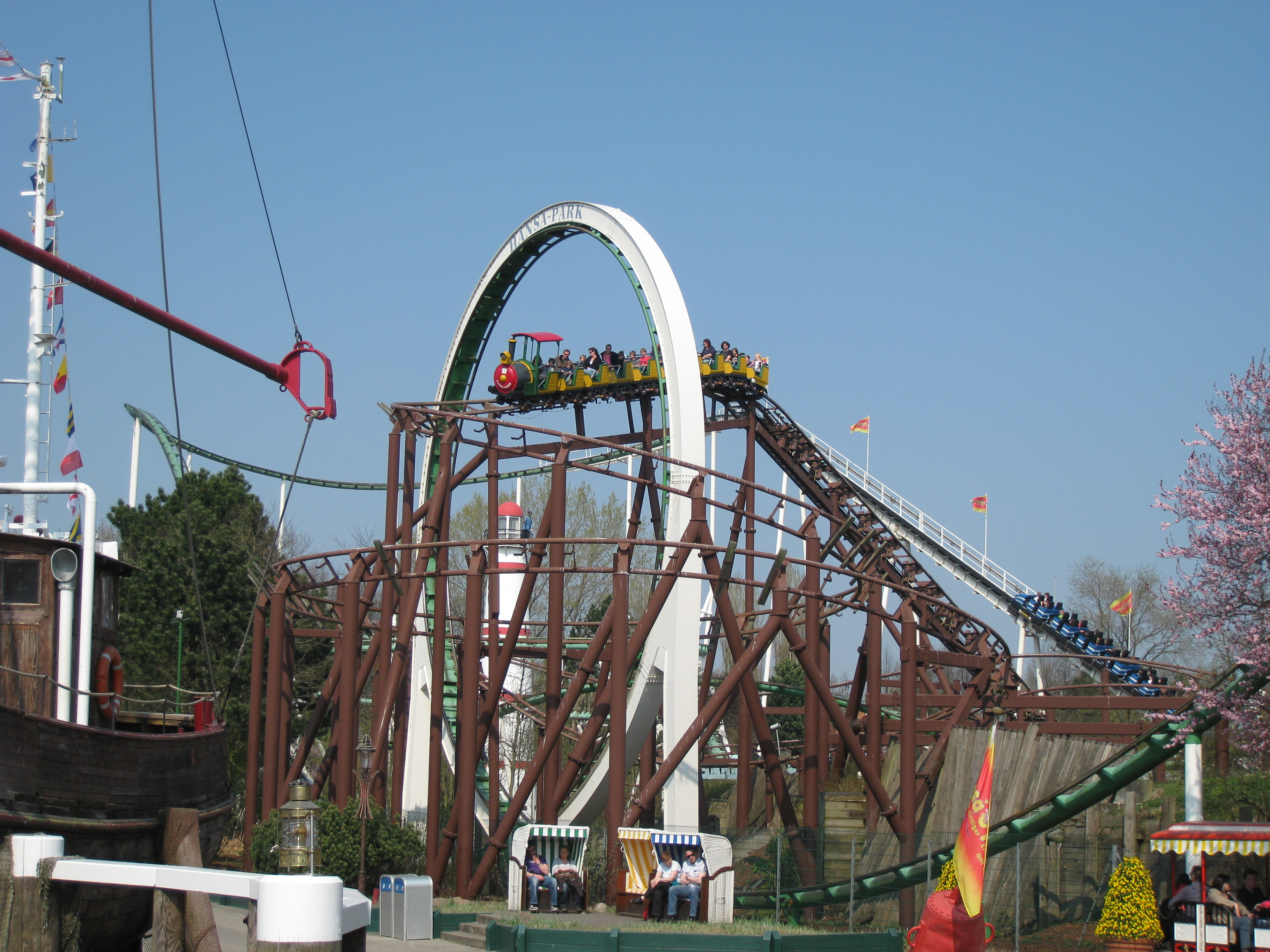
Rasender Roland à Hansa-Park
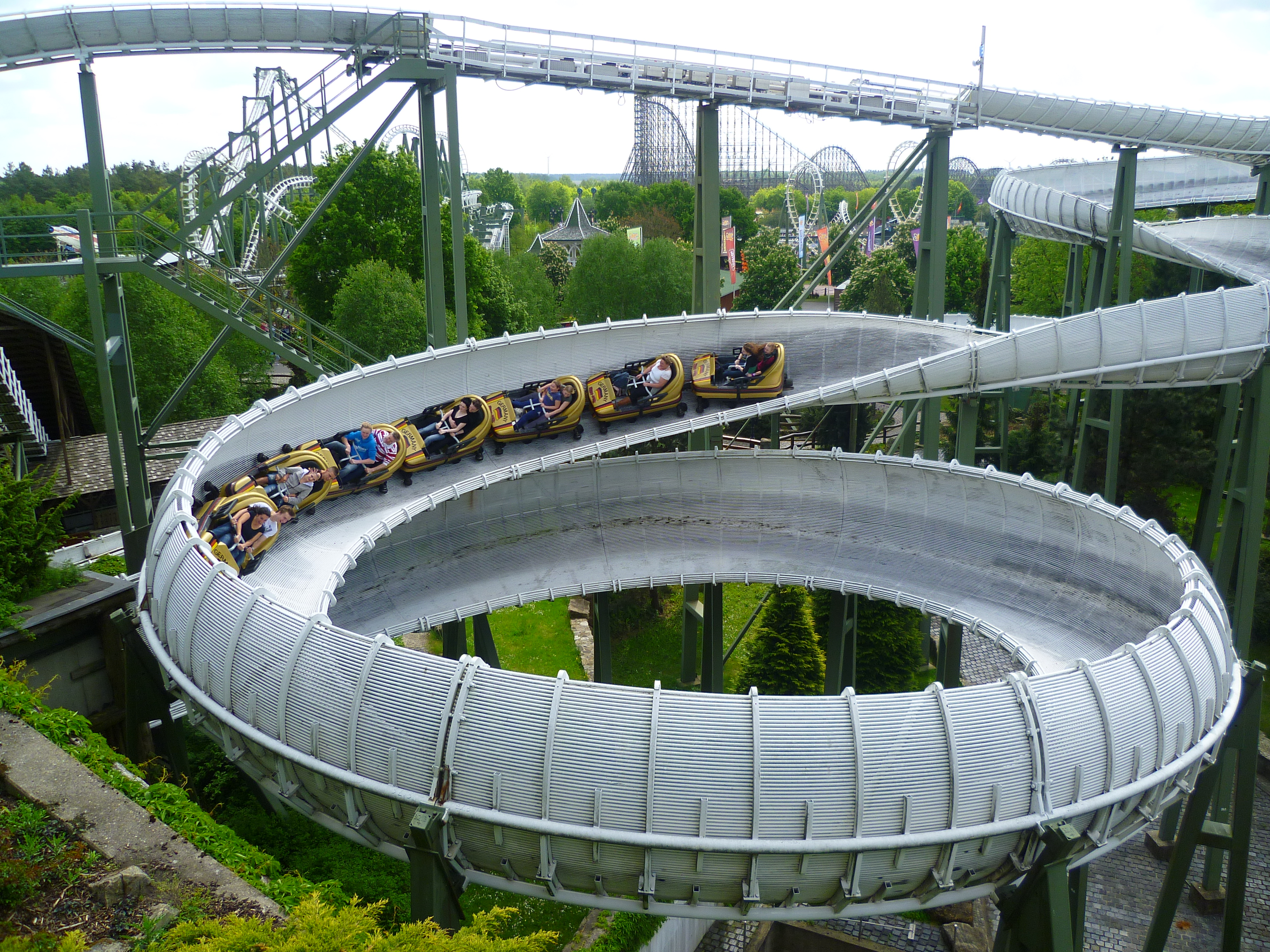
Schweizer Bobbahn à Heide Park
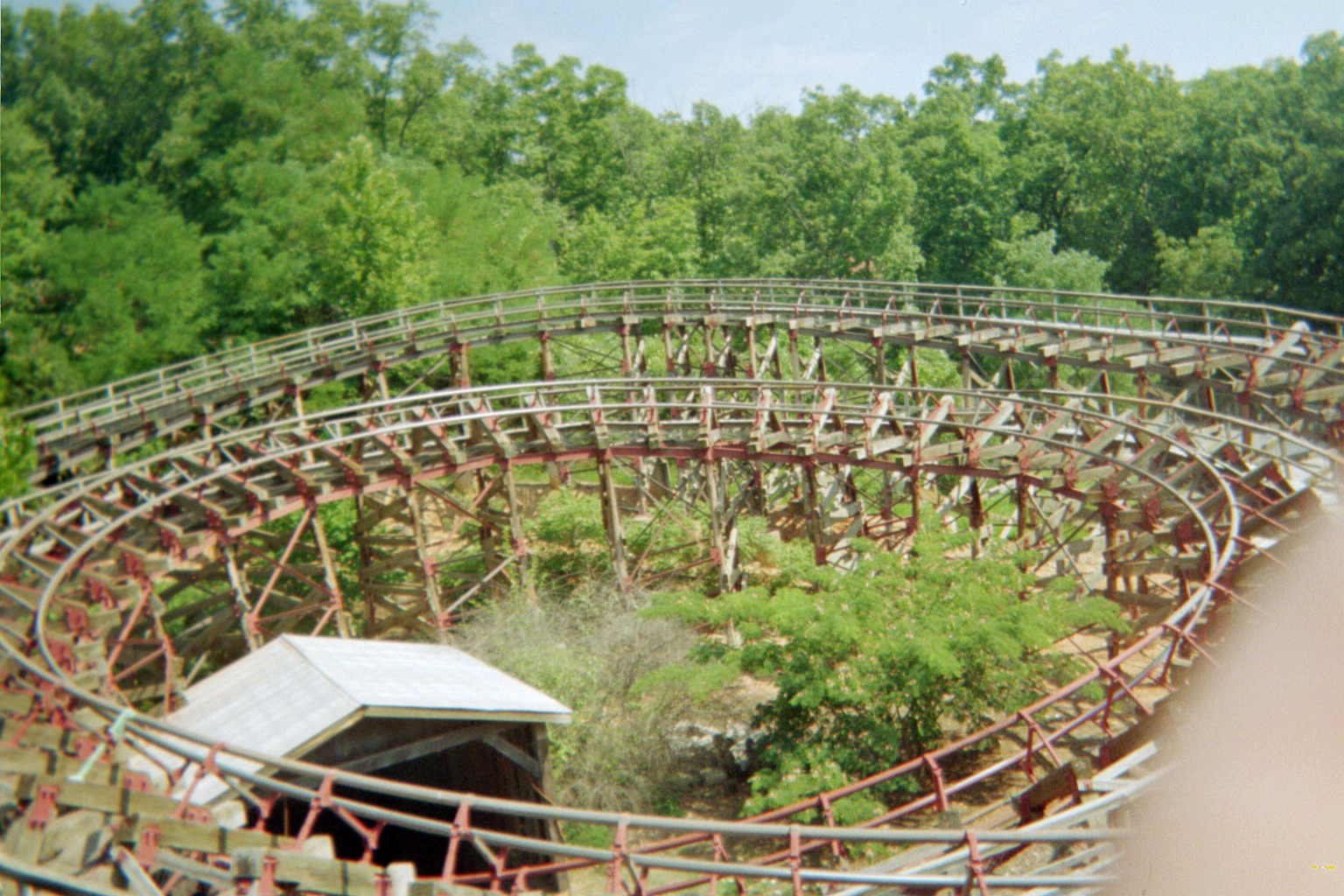
Thunderation à Silver Dollar City
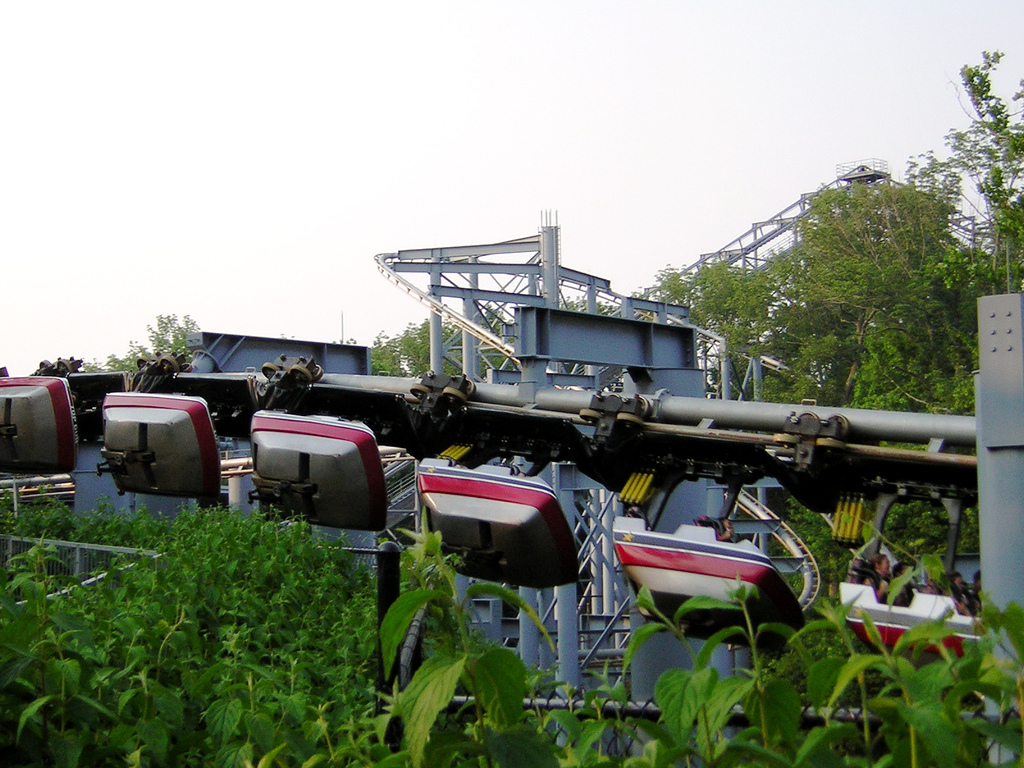
Top Gun à Paramount's Kings Island
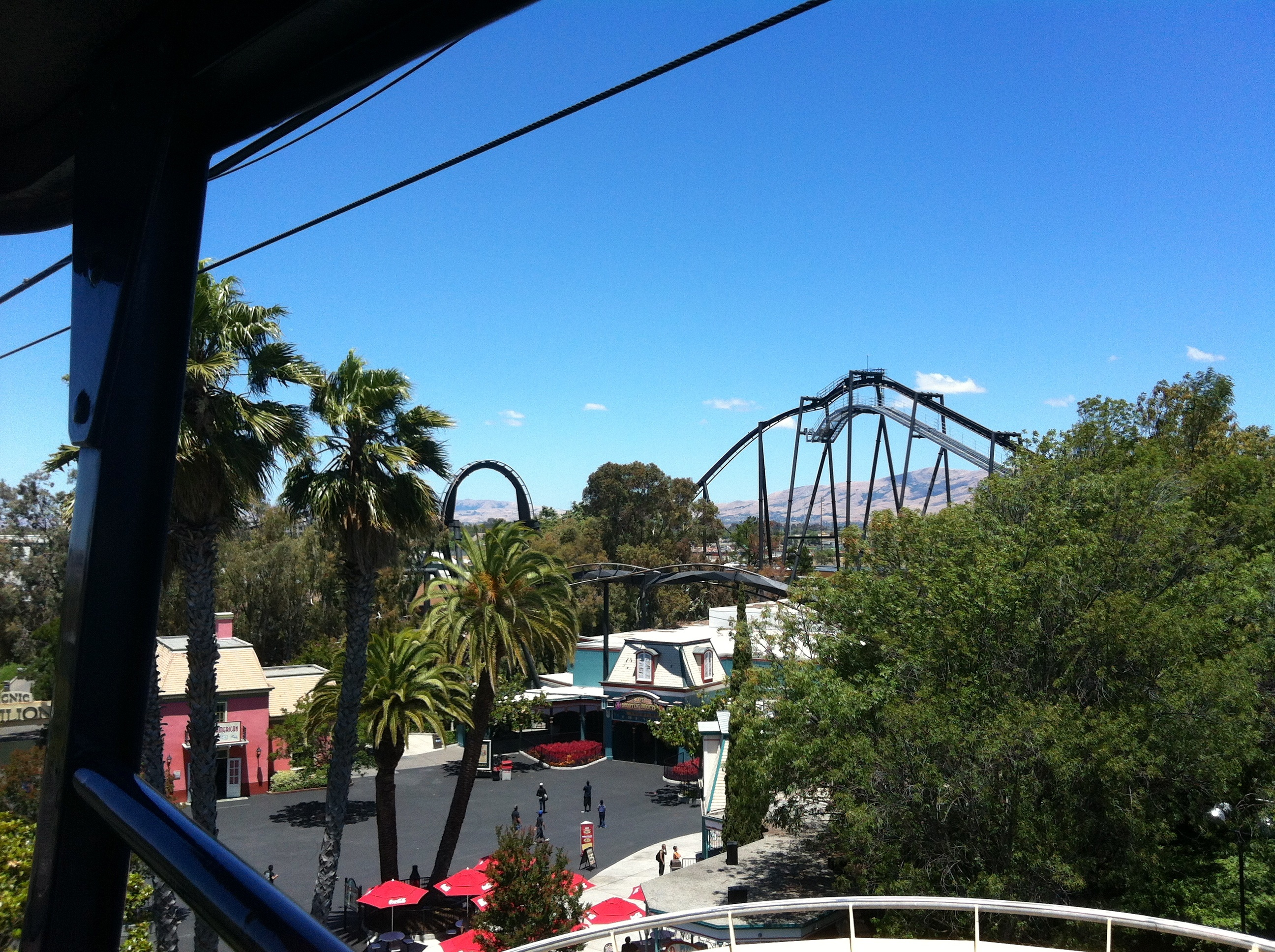
Top Gun à Paramount's Great America
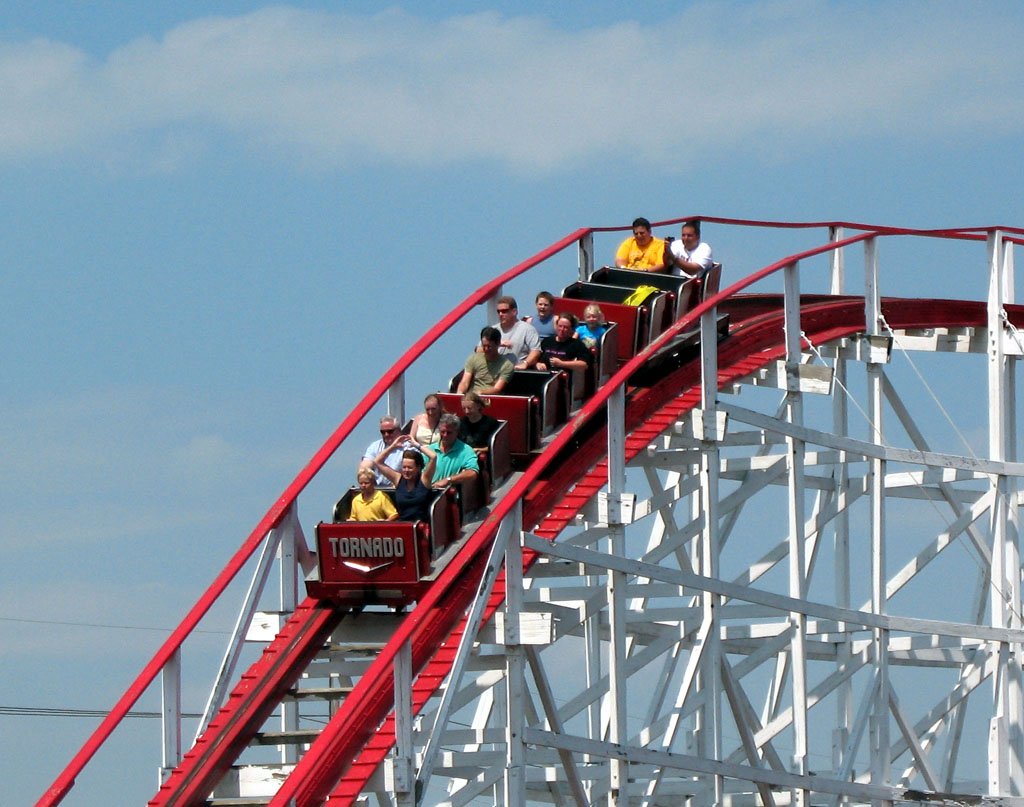
Tornado à Stricker's Grove
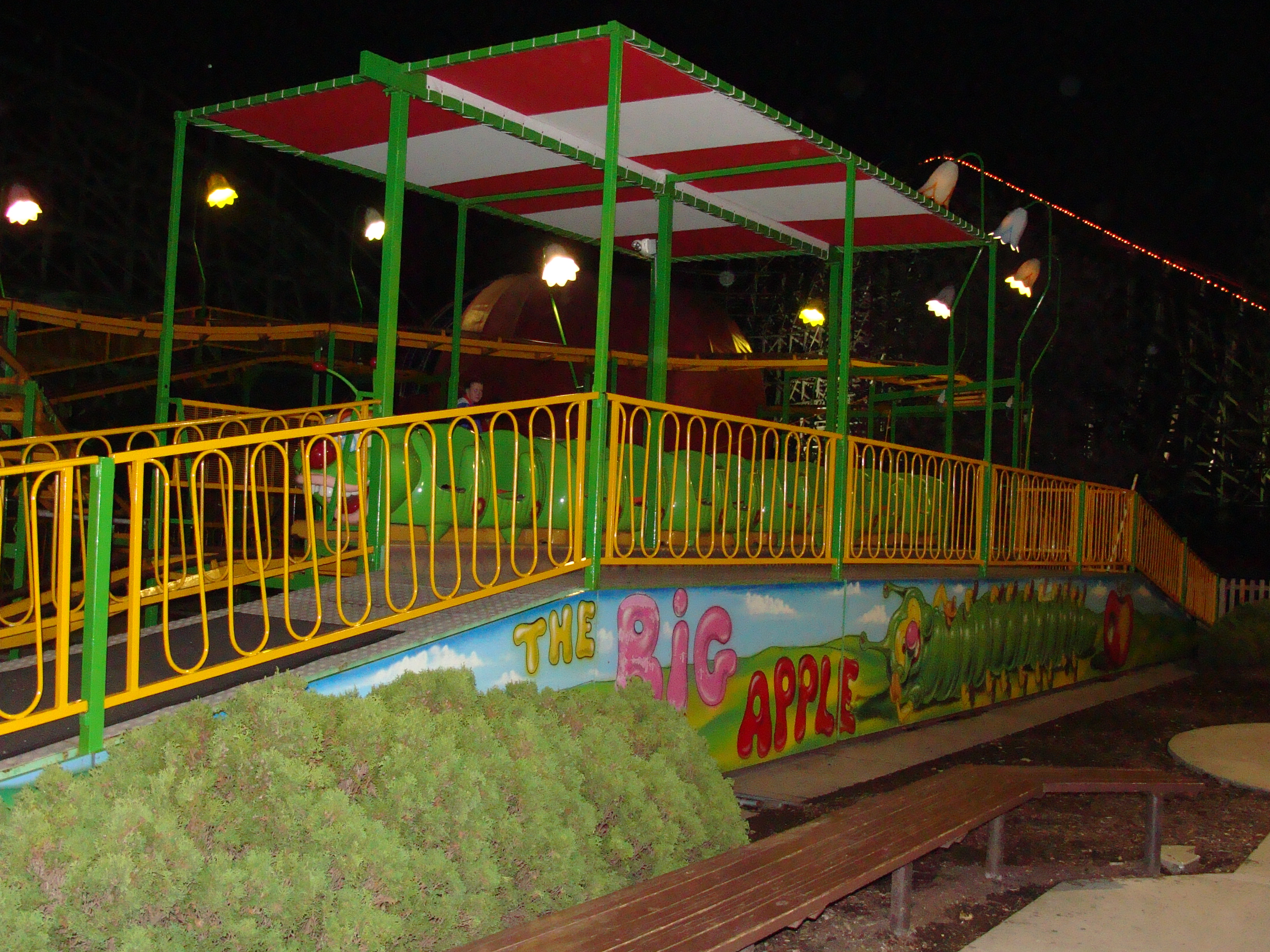
Wacky Worm à Worlds of Fun

### Autres attractions
| Nom                                   | Type/Modèle                  | Constructeur                   | Parc                               | Pays        |
| ------------------------------------- | ---------------------------- | ------------------------------ | ---------------------------------- | ----------- |
| Backlot River Tour                    | Barque scénique              | R&R Creative Amusement Designs | MGM Grand Adventures Theme Park    | États-Unis  |
| Back to the Future: The Ride          | Cinéma dynamique             | Intamin                        | Universal Studios Hollywood        | États-Unis  |
| Batman Adventure – The Ride           | Cinéma dynamique             | McFadden Systems Inc.          | Warner Bros. Movie World Australia | Australie   |
| Cap'tain Bag                          | Bateau à bascule             | S.D.C.                         | Parc Bagatelle                     | France      |
| Deep Earth Exploration                | Parcours scénique/Simulateur | Intamin/TDS Entertainment      | MGM Grand Adventures Theme Park    | États-Unis  |
| Droomvlucht                           | Parcours scénique suspendu   | BHS (de), Translift            | Efteling                           | Pays-Bas    |
| Grand Canyon Rapids                   | Rivière rapide en bouées     | Intamin                        | MGM Grand Adventures Theme Park    | États-Unis  |
| Huracan                               | Waikiki Wave                 | Vekoma                         | Reino Aventura                     | Mexique     |
| JukeBox                               | Pieuvre                      | Anton Schwarzkopf              | Liseberg                           | Suède       |
| Kamikaze                              | Kamikaze                     | Fabbri Group                   | Fantasilandia                      | Chili       |
| Living with the Land                  | Barque scénique              | WED Enterprises                | Epcot                              | États-Unis  |
| Over the Edge                         | Bûches                       | Intamin                        | MGM Grand Adventures Theme Park    | États-Unis  |
| Panoramic                             | Gyro Tower                   | Intamin                        | Meli Park                          | Belgique    |
| Parisian Taxis                        | Autos-tamponneuses           |                                | MGM Grand Adventures Theme Park    | États-Unis  |
| Pirouettes du Vieux Moulin            | Grande roue                  | Zierer, WDI                    | Euro Disneyland                    | France      |
| Pony Express                          | Chevaux galopants            | Metallbau Emmeln               | OK Corral                          | France      |
| Rim Runner                            | Shoot the Chute              | Arrow Dynamics                 | Adventuredome                      | États-Unis  |
| Shipwreck Falls                       | Shoot the Chute              | Hopkins Rides                  | Wild World                         | États-Unis  |
| Snake River Falls                     | Shoot the Chute              | Arrow Dynamics                 | Cedar Point                        | États-Unis  |
| Splash                                | Shoot the Chute              | Hopkins Rides                  | Mitsui Greenland                   | Japon       |
| Splash                                | Shoot the Chute              | Hopkins Rides                  | Reino Aventura                     | Mexique     |
| Texas Twister                         | Top Spin                     | Huss Rides                     | Geauga Lake                        | États-Unis  |
| The Haunted Mine                      | Parcours scénique            | Technifex                      | MGM Grand Adventures Theme Park    | États-Unis  |
| The Timekeeper                        | Cinéma à 360°                | Walt Disney Imagineering       | Tokyo Disneyland                   | Japon       |
| Tidal Wave                            | Waikiki Wave                 | Vekoma                         | Flamingo Land Theme Park & Zoo     | Royaume-Uni |
| Top Spin                              | Top Spin                     | Huss Rides                     | Parque de Atracciones de Madrid    | Espagne     |
| Top Spin                              | Top Spin                     | Huss Rides                     | Gardaland                          | Italie      |
| Top Spin                              | Top Spin                     | Huss Rides                     | Liseberg                           | Suède       |
| ToyTown Truckers Devenu Tiny Truckers | Convoy Ride                  | Zamperla                       | Chessington World of Adventures    | Royaume-Uni |
| Vindjammer                            | Bateau à bascule             | Huss Rides                     | Europa-Park                        | Allemagne   |
| Walzertraum                           | Bateaux                      | Mack Rides                     | Phantasialand                      | Allemagne   |
| Wipeout                               | Waikiki Wave                 | Vekoma                         | Dreamworld                         | Australie   |
| Wipeout                               | Trabant-Wipeout              | Chance Rides                   | Kennywood                          | États-Unis  |
| Wonder Wheel                          | Grande roue                  | Eli Bridge Company             | Dollywood                          | États-Unis  |

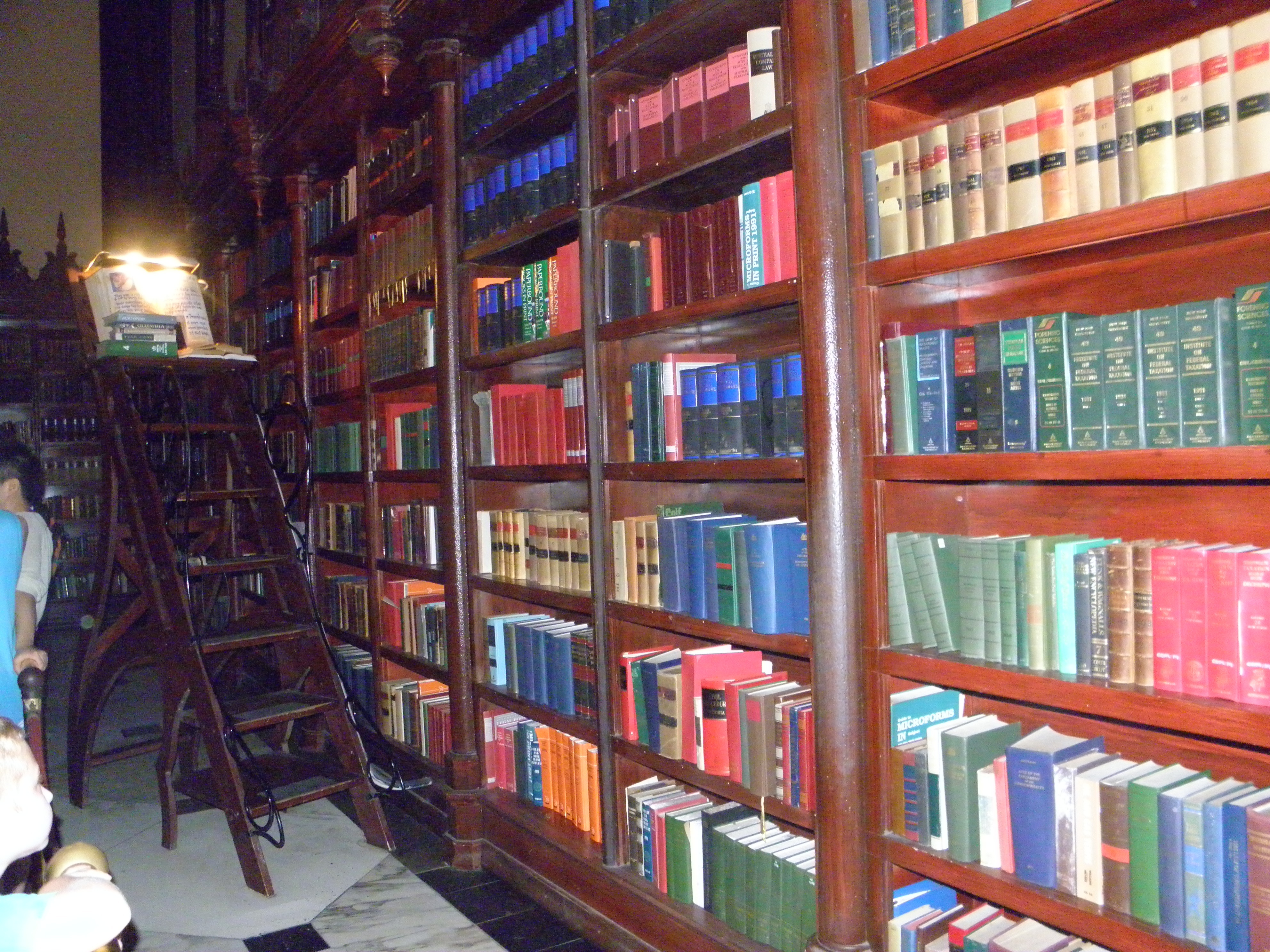
Salle d'avant-spectacle de Batman Adventure - The Ride 2 à Warner Bros. Movie World Australia
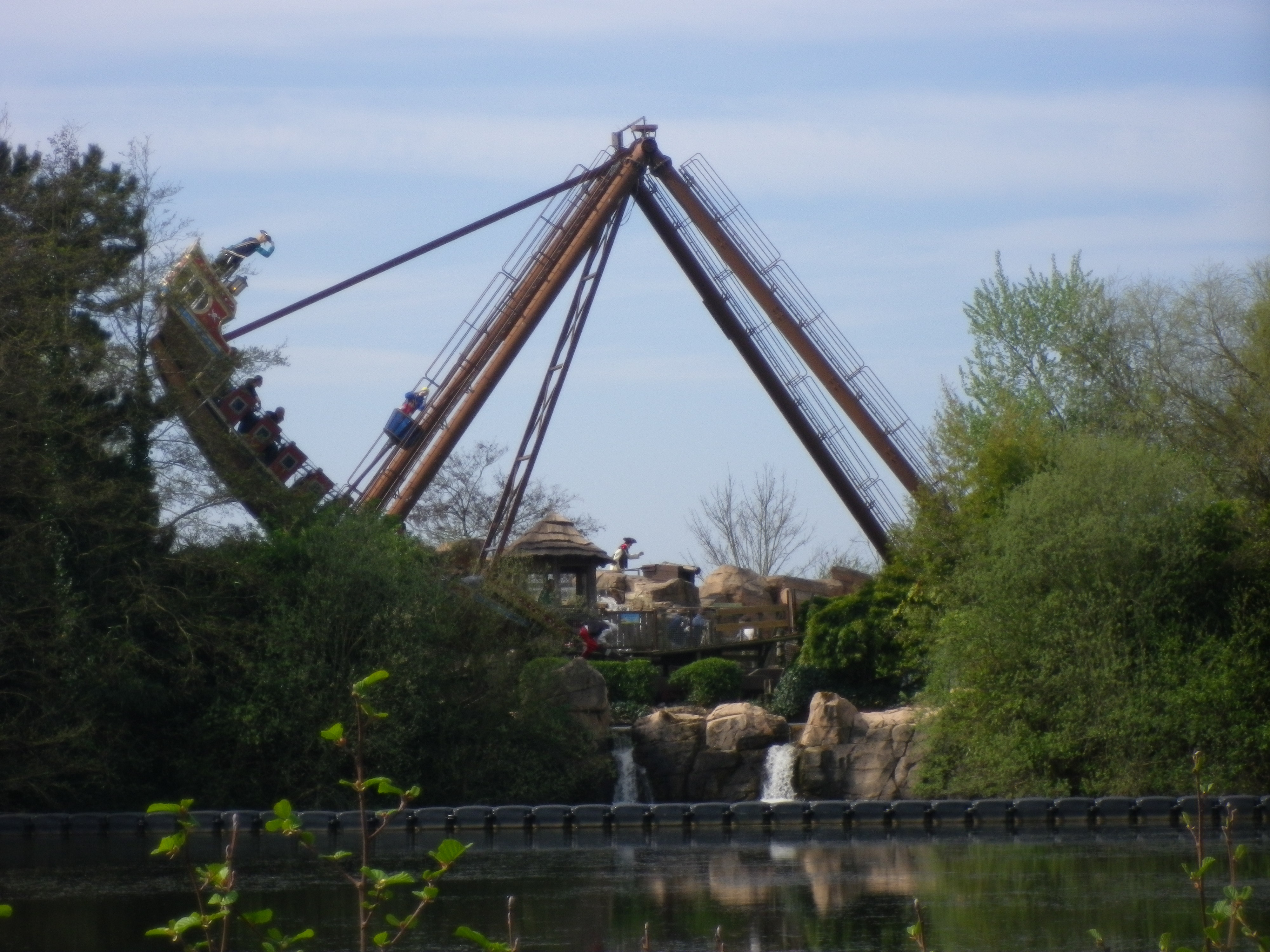
Captain'Bag au parc Bagatelle
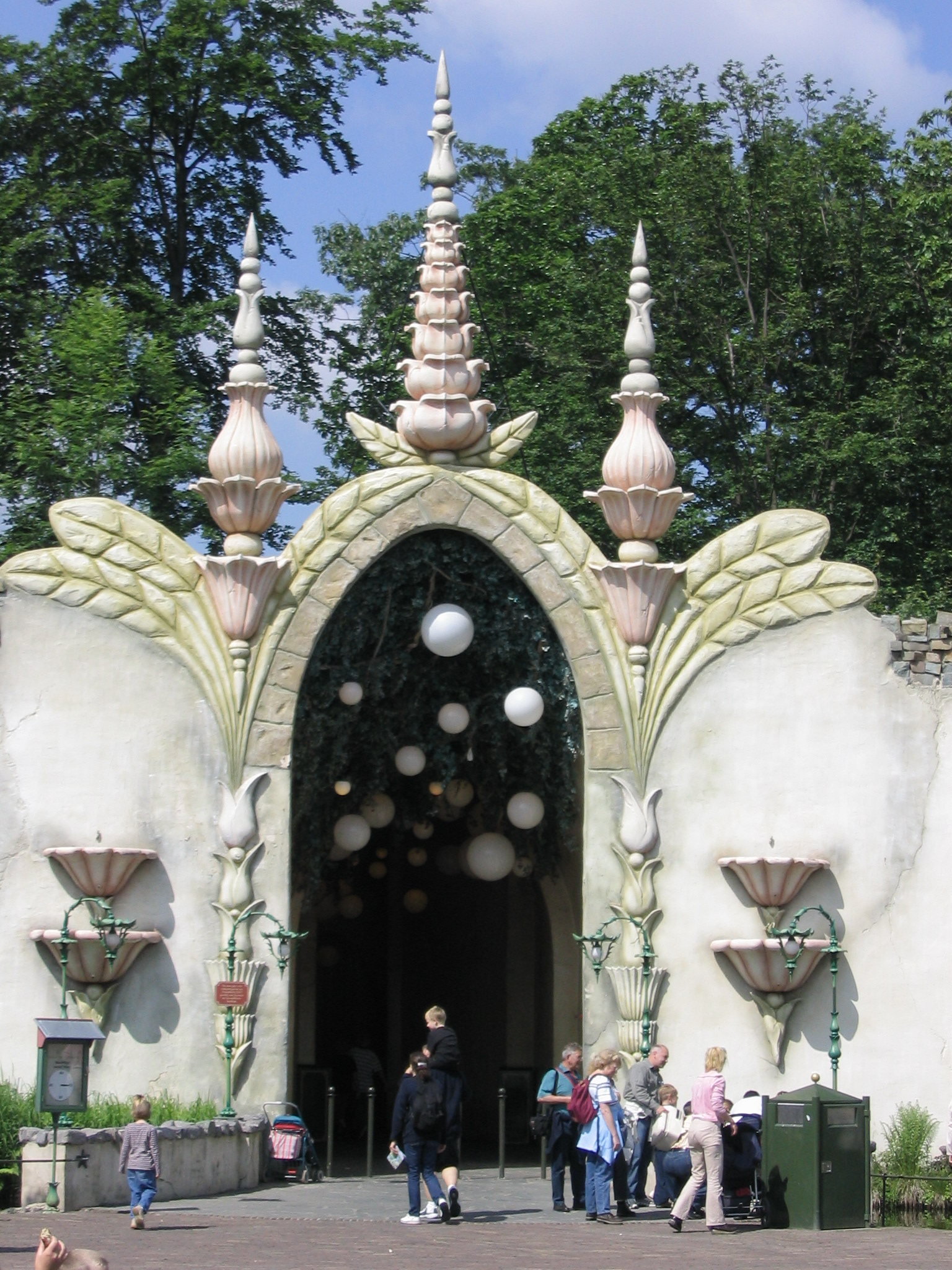
Entrée de Droomvlucht à Efteling
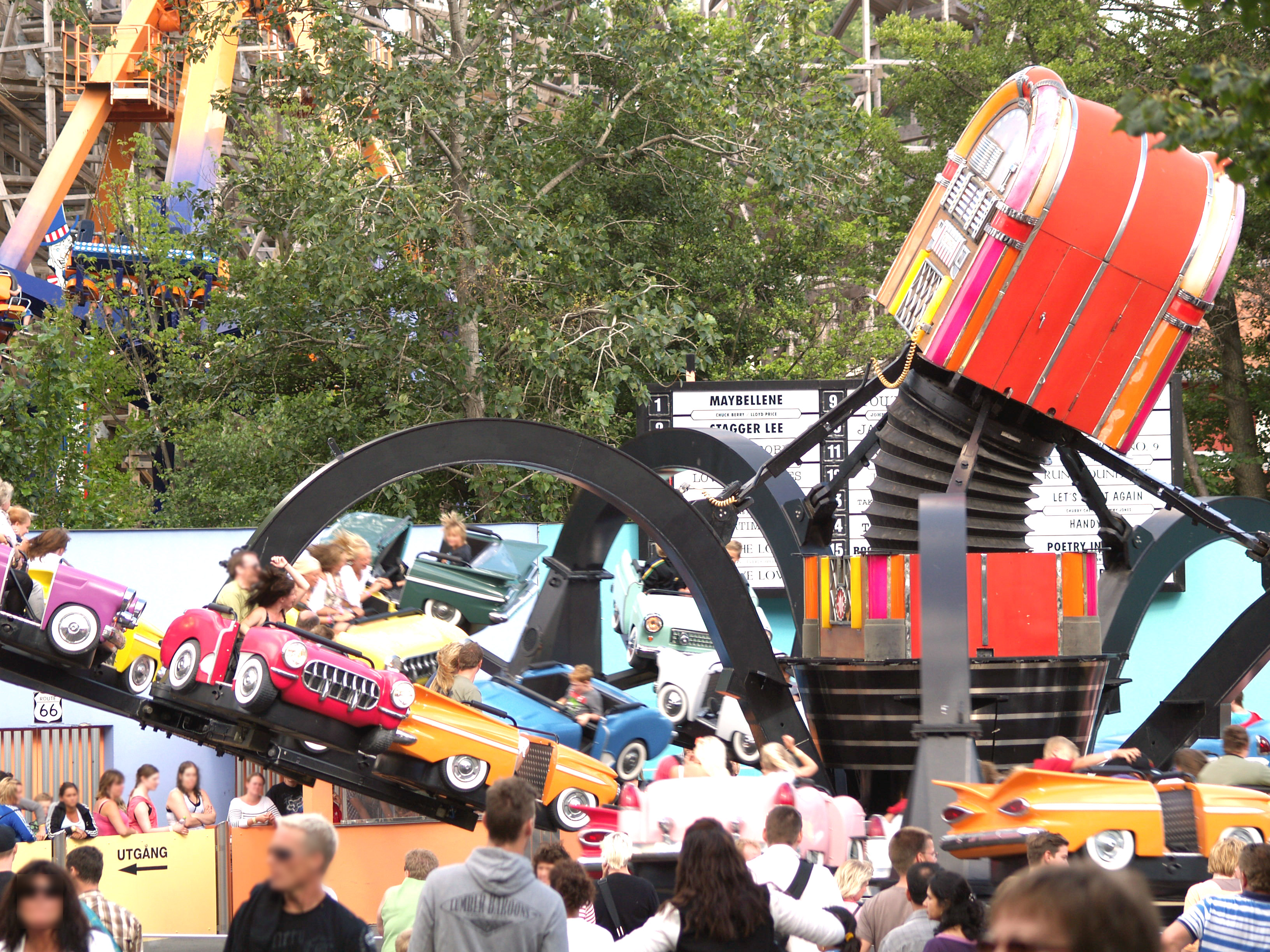
JukeBox à Liseberg
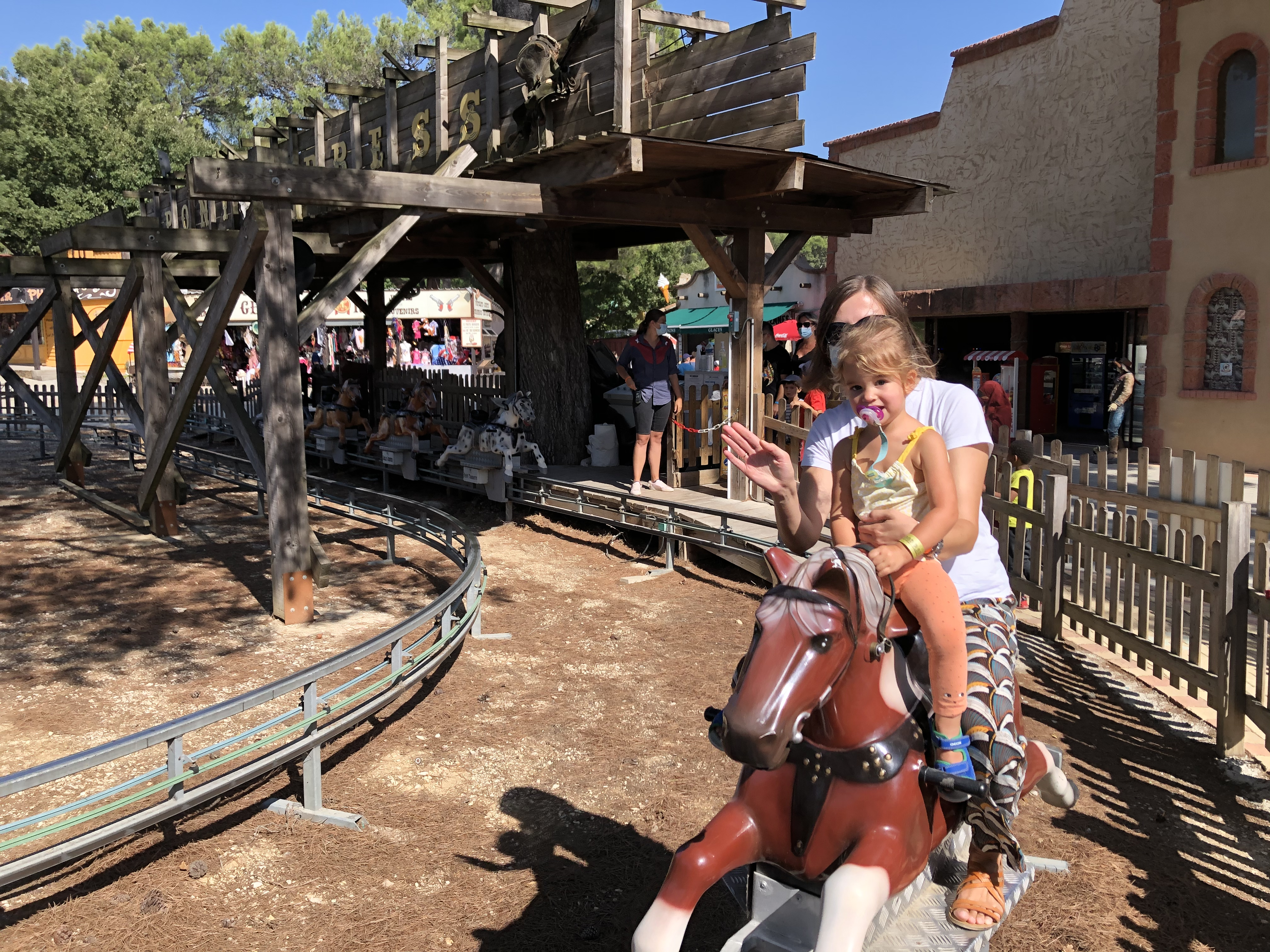
Pony Express à OK Corral
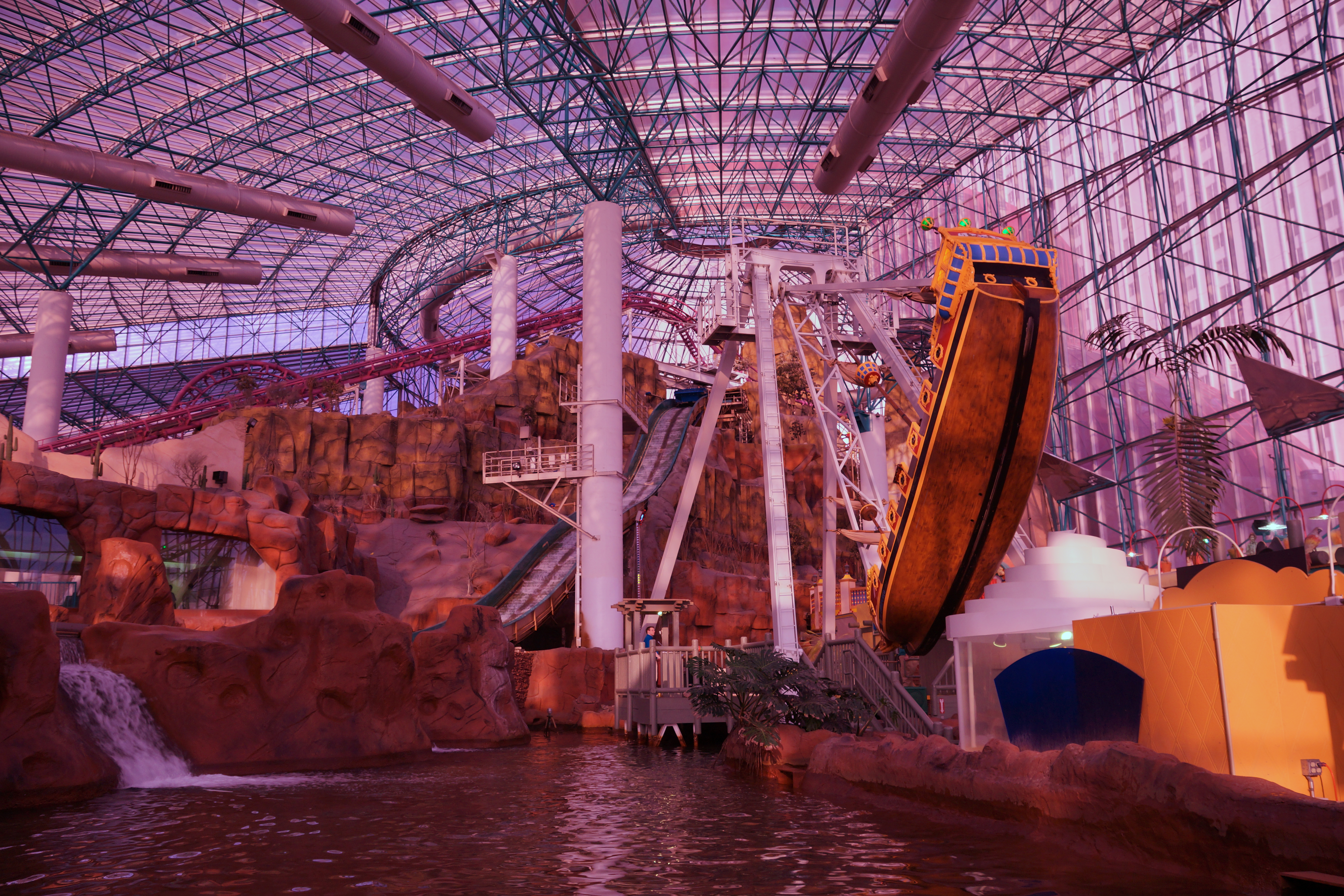
Rim Runner à Adventuredome
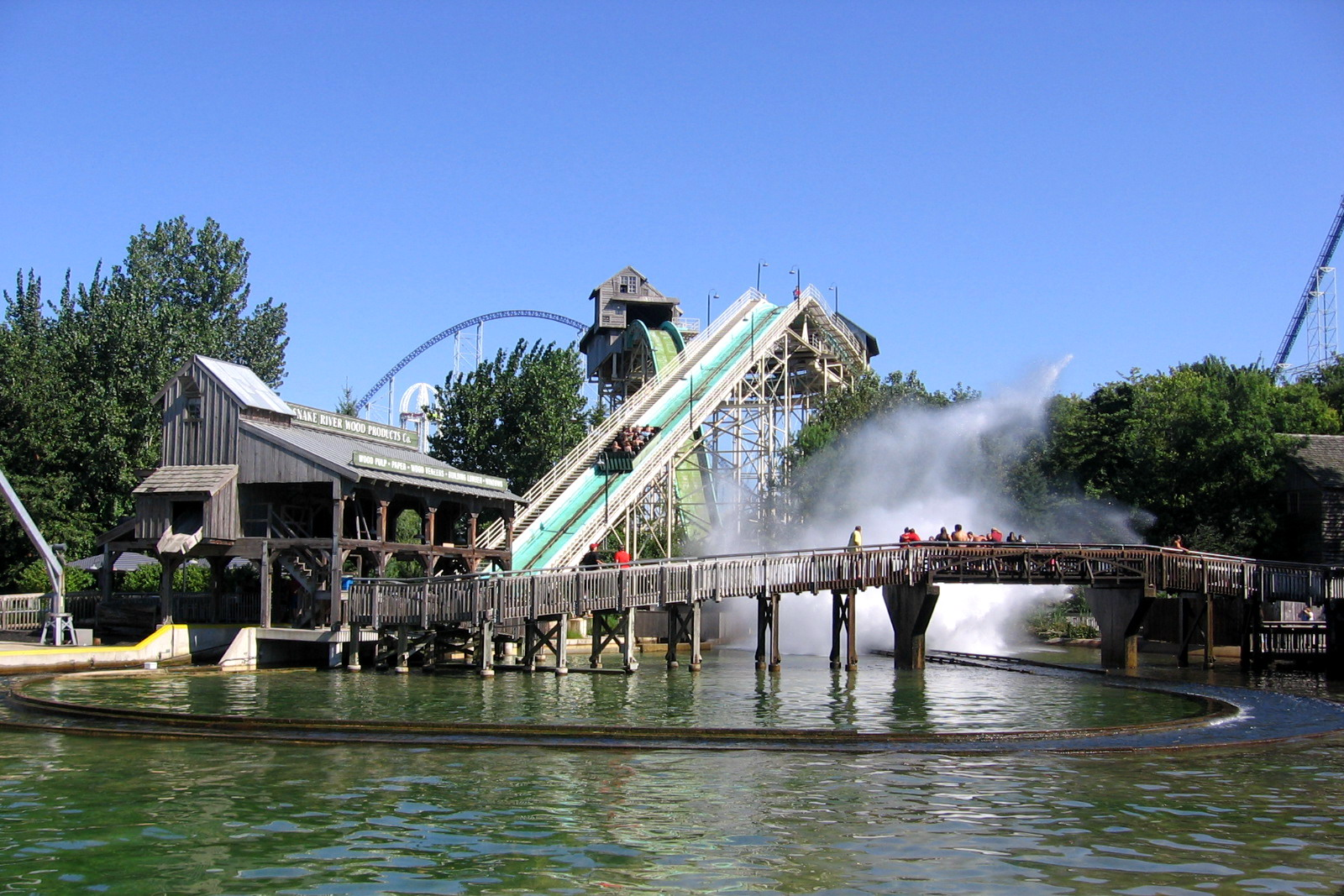
Snake River Falls à Cedar Point
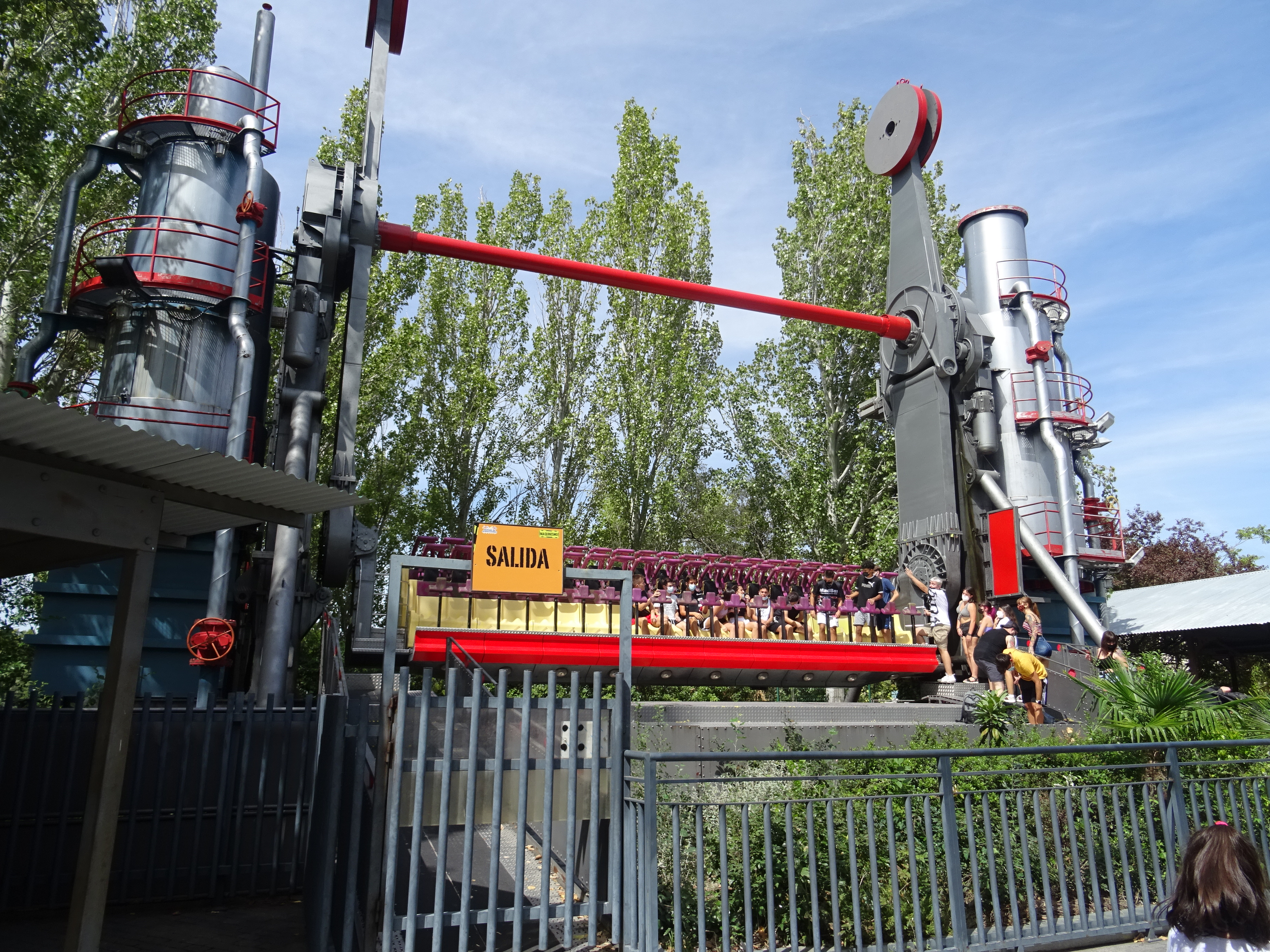
Top Spin au Parque de Atracciones de Madrid
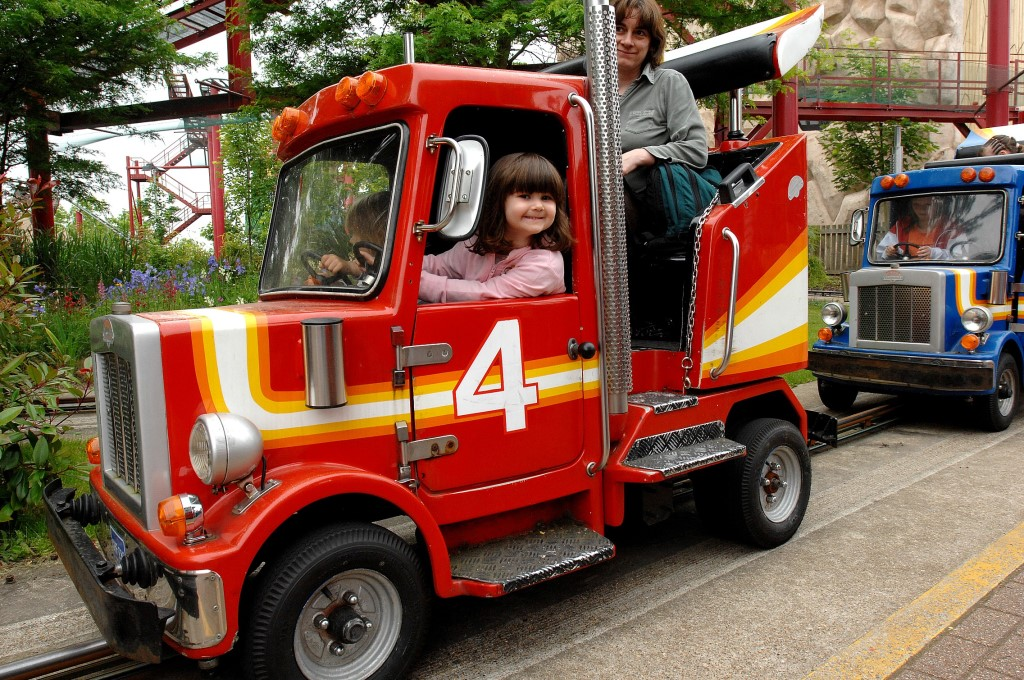
ToyTown Truckers à Chessington World of Adventures
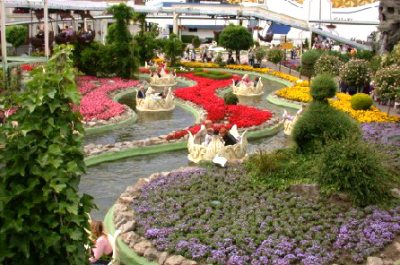
Walzertraum à Phantasialand
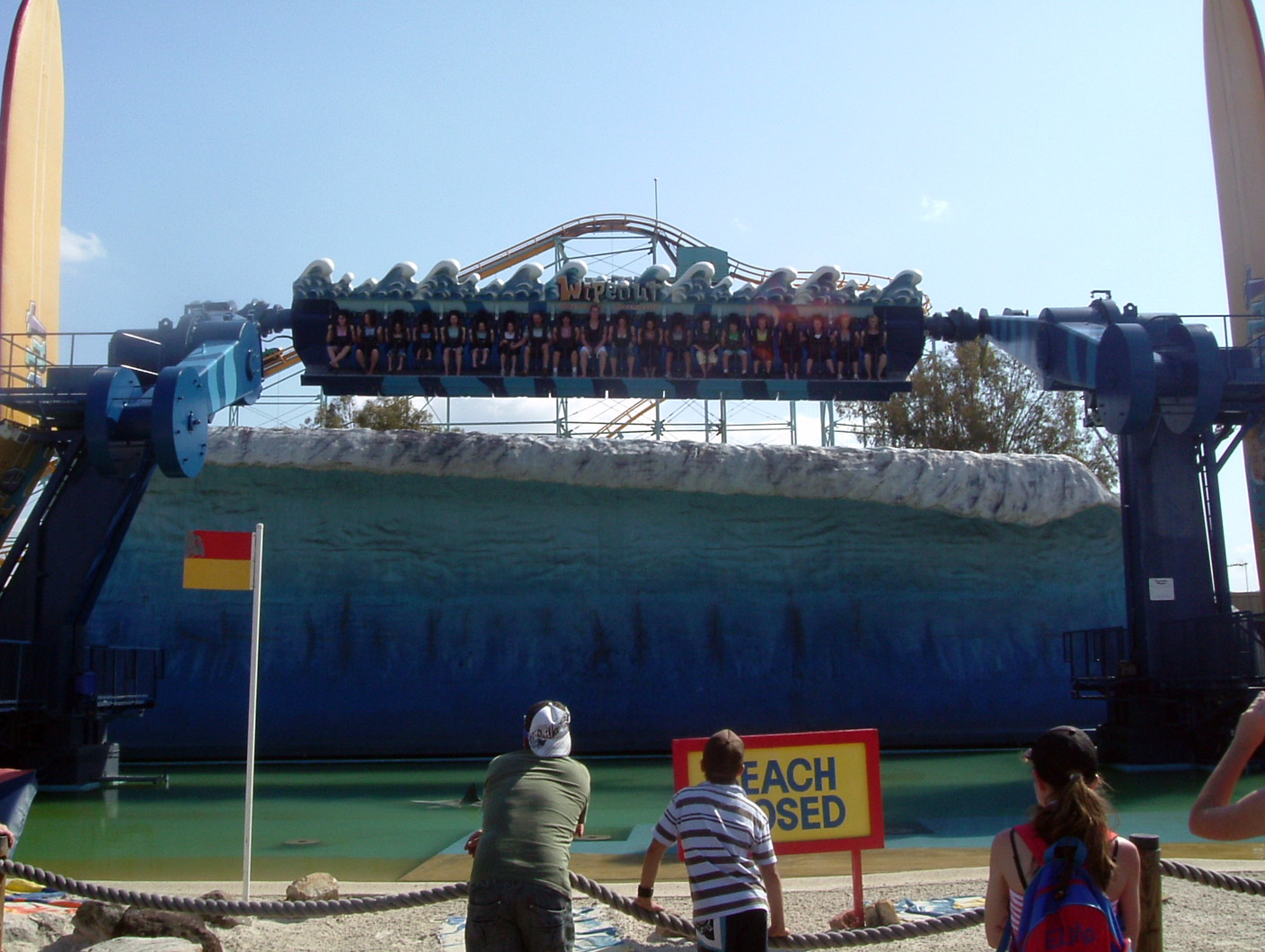
Wipeout à Dreamworld